# Carlisme
 (avril 2024).
Pour le mouvement roumain, voir Carlisme (Roumanie).

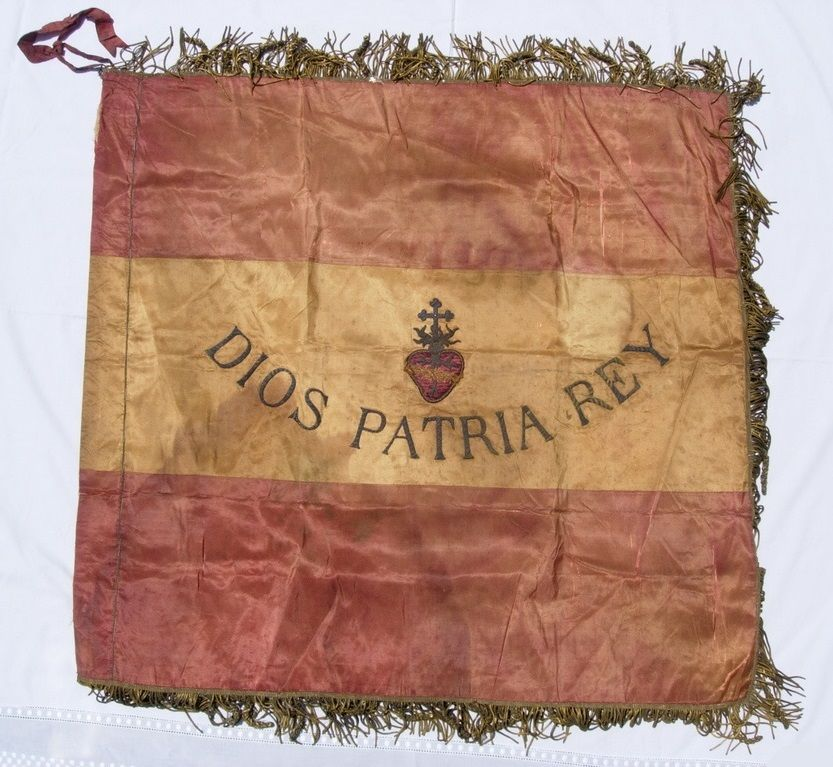
Drapeau carliste des temps de la troisième guerre carliste (autour de 1875), portant la devise traditionnelle du carlisme : Dios, Patria, Rey (Dieu, Patrie, Roi).

Le carlisme  (en espagnol : carlismo) est un mouvement politique traditionaliste, absolutiste et légitimiste espagnol apparu dans la première moitié du XIXe siècle en réaction au libéralisme, au parlementarisme et au sécularisme, qui revendique le trône pour une branche alternative de la dynastie des Bourbons,. À ses origines, il défendait le retour à l'Ancien Régime espagnol (es). Il développa par la suite une doctrine politique inspirée de la tradition espagnole et de la chrétienté médiévale,,. Le carlisme fut à l'origine de plusieurs guerres civiles qui déchirèrent le XIXe siècle espagnol et marquèrent profondément le pays. Malgré quelques succès militaires, les troupes carlistes ne réussirent pas à prendre le pouvoir à Madrid, qui resta aux mains de la fille aînée de Ferdinand VII, devenue Isabelle II (de 1833 à 1868), puis de son fils Alphonse XII (de 1874 à 1885), et enfin du fils de ce dernier, Alphonse XIII (de 1886 à 1931). Il constitua néanmoins tout au long de son existence l'un des principaux acteurs des luttes de la monarchie et de l’Église contre le libéralisme et le modernisme. Plusieurs mouvements actuels se revendiquent encore comme ses héritiers (Parti carliste, communion traditionaliste carliste, carloctavisme, etc.), mais leur audience est extrêmement réduite.
Tout au long de son histoire, l'organisation politique du carlisme fut connue sous divers noms et formations : Communion catholico-monarchique, Parti Jaimiste, Communion légitimiste ou Communion traditionaliste, entre autres. Contre le libéralisme, il revendiquait la défense de la religion catholique et de la Monarchie espagnole traditionnelle, résumée dans sa devise « Dieu, Patrie, Roi », auquel fut ajouté plus tard « Fors ».
Mouvement d’une grande longévité, le carlisme fut une force de second rang mais significative dans la politique et la presse espagnoles de 1833 jusqu’à la fin du régime franquiste, dans les années 1970. Il fut au centre de nombreuses guerres et insurrections au cours du XIXe siècle, dont les plus notables sont les guerres civiles de 1833-1840 et 1872-1876. Au cours du Sexenio Democrático (1868-1874), de la Restauration (1875-1931) et de la Seconde République (1931-1936) il fut un acteur de la vie parlementaire, et prit part à la conspiration contre la République et à la guerre civile espagnole de 1936-1939 avec la milice du Requeté.
Après le décret d'unification de 1937, la Communion traditionaliste fut officiellement intégrée dans le parti unique, la Phalange. Ses anciens militants furent considérés comme l’une des « familles » du franquisme et certains carlistes furent désignés à de hauts postes du régime. D’autres, en revanche, agirent dans une semi-clandestinité à la marge du parti unique. À partir de l’expulsion d’Espagne de la famille Bourbon-Parme en 1968, après avoir tenté d’être reconnue à la succession à la Couronne d’Espagne par le général Franco, le carlisme se scinda en deux secteurs clairement différenciés : l’un d’entre eux, minoritaire  et incarné par le prince Charles-Hugues de Bourbon-Parme, sa sœur Marie-Thérèse et une partie de l’Agrupación Escolar Tradicionalista (es), alléguant d’une rénovation du mouvement, revendiqua les libertés démocratiques, le fédéralisme et le socialisme autogestionnaire, tandis que le secteur majoritaire, partisan de poursuivre la doctrine traditionaliste, se trouva dans une large mesure démobilisé et atomisé en une multitude de groupes Union nationale espagnole, Communion traditionaliste, Communion catholico-monarchique et Union carliste, entre autres).
Le changement idéologique incarné par Charles-Hugues, les divisions des années 1970 — dont certaines sont liées aux nouvelles idées de la pensée catholique apparues après le concile Vatican II — et l’échec électoral lors des premières élections démocratiques de la transition démocratique, marquèrent l’entrée en décadence du carlisme,.

## Doctrine

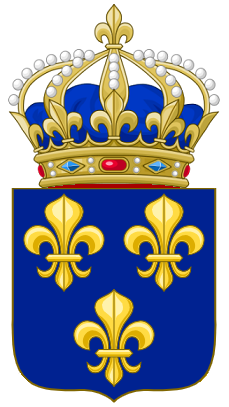
Blason traditionaliste avec les fleurs de lys, utilisé par les carlistes comme symbole du légitimisme monarchiste.

Le carlisme est un mouvement politique articulé autour de trois facettes fondamentales : un drapeau dynastique, la revendication d’une continuité historique avec la Monarchie espagnole traditionnelle et une doctrine juridico-politique.
Bien que souvent décrit comme un mouvement absolutiste, il doit être distingué du despotisme éclairé, lui aussi qualifiable de tel, et auquel il s’oppose radicalement.
Les carlistes formaient l’aile traditionnelle de la société espagnole de l’époque, englobant les dénominés « apostoliques » ou traditionalistes et, surtout, la réaction antilibérale. La lutte entre les partisans d’Isabelle II, fille de Ferdinand VII, et l’infant Charles de Bourbon, frère du roi, fut également une lutte entre deux conceptions politiques et sociales. D'une part, les défenseurs de l'Ancien Régime (es) — l'Église, l’aristocratie —, et d’autre part les partisans des réformes libérales impulsées par la bourgeoisie et inspirées de la Révolution française, qui avaient commencer à être mise en œuvre sur le plan politique. Ainsi, le carlisme a eu un impact moindre dans les grands centres urbains et il s’agit d’un mouvement majoritairement rural.[réf. nécessaire]
Un autre base du carlisme concerne le versant religieux, les carlistes se montrant désireux de conserver la catholicité des lois et les institutions propres de la monarchie traditionnelle espagnole, et tout spécialement la dite « unité catholique de l’Espagne ». Les libéraux entamèrent une série de désamortissements — Madoz et Mendizábal — qui privaient les monastères de terres agricoles en les vendant aux enchères publiques aux grandes fortunes afin de renflouer les caisses de l’État.[réf. nécessaire]

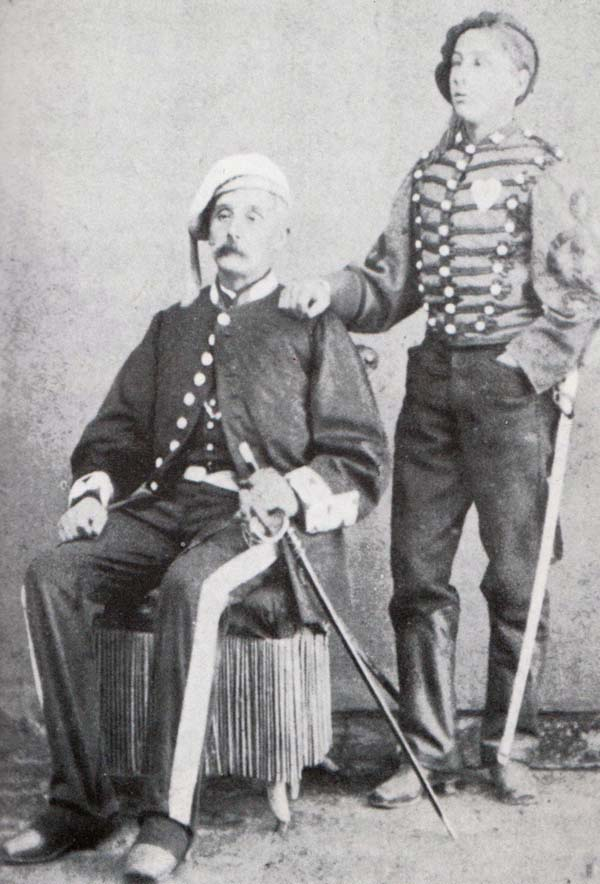
Francisco Solá y Madriguera et son fils, deux carlistes typiques, dans les années 1870.

De plus, les partisans de Don Carlos défendent le maintien des fors basques et navarrais dans les territoires des zones insurgées du nord, où le soulèvement carliste a triomphé. C’est toutefois en Castille que le carlisme fait son apparition, et il existe un débat parmi les historiens sur la question de savoir si la défense des fors est un trait caractéristique du carlisme présent depuis l’origine.
C’est ainsi que s’élabore l’idéologie carliste : légitimité dynastique, unité catholique, monarchie « fédérative » — ou « composite » — et missionnaire — selon les mots de Francisco Elías de Tejada —, régie par les droits foraux des régions, sous la devise « Dieu, Patrie, Roi (es) ».
Selon l’historien traditionaliste  Melchor Ferrer, bien que le carlisme naisse en 1833 en défense de l’absolutisme, il s’en détache plus tard pour développer une idéologie politique centrée autour de la défense de la tradition médiévale influencée par la pensée de Jaime Balmes.
En 1935, un album publié en commémoration du centenaire de l’histoire du carlisme compilé par le journaliste Juan María Roma définit le carlisme non comme « un simple retour inconditionnel et absolu au temps passé » mais comme la « restauration de l’ancien régime épuré des imperfections inhérentes à des temps qui ne sont plus, guéri des vices introduits dans celui-ci par de possibles erreurs du temps et complété ou perfectionné avec ce qui est bon et utile dans les temps présent reconnu comme tel dans la pierre angulaire de l’expérience ». Il affirme également que le carlisme est « la restauration de la monarchie qui avait fait de l’Espagne la nation la plus grande et la plus glorieuse du monde », et que ce n’est pas la forme, « mais l’esprit, le fond de la tradition », qui doit être restaurée.

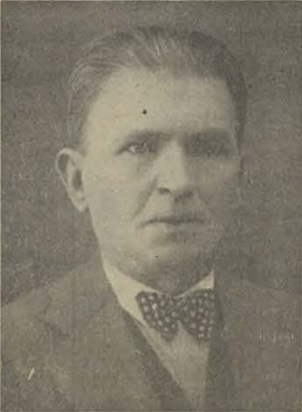
Juan María Roma

En ce qui concerne la représentation aux Cortès, le carlisme demande une représentation corporative, non individuelle comme celle du régime parlementaire. Le Parlement traditionnel devrait être la représentation des classes, des gremios (corporations de métiers) avec mandat impératif. Les carlistes défendent l’extension du principe foral à tout le pays et la subordination du pouvoir politique à l’autorité de l’Église en ce qui concerne la religion et la morale.
Ils qualifient le libéralisme d’« ennemi de la Patrie » et l’accusent d’avoir sacrifié l’unité catholique de l’Espagne pour satisfaire les intérêts de la Franc-maçonnerie internationale, d’avoir dépouillé les peuples de leurs libertés traditionnelles pour leur donner des « libertés de perdition », d’avoir remplacé des rois qui gouvernent par d’autres qui ne font que régner et d’avoir brisé l’unité du peuple espagnol en le divisant en parties qui subordonnent l’intérêt du pays à celui de son propre camp.
Selon ses partisans, les trois guerres civiles fomentées par le carlisme au XIXe siècle auraient été la suite de la guerre d'indépendance espagnole et les libéraux auraient été les continuateurs de l’œuvre des afrancesados — considérés par conséquents comme des ennemis de la patrie — et les promoteurs de la perte d’autorité de la « véritable liberté ». Le libéralisme serait considéré comme la cause de tous les grands maux de la patrie : manque de religiosité, perte des bonnes mœurs, effondrement des caisses de l'État, de l’agriculture, de l’industrie et du commerce, ainsi que la perte des colonies.
Durant le règne d'Isabelle II, le journal La Esperanza (es), dirigé par Pedro de la Hoz, agirait comme organe d’expression officieux du carlisme, mais c’est en particulier à partir de la révolution de 1868 et la conversion au carlisme des dénommés « néo-catholiques » — intégrés dans la Communion catholico-monarchique — que la pensée doctrinale du mouvement commence à prendre une forme plus substantielle. L’ancien député isabellin  Antonio Aparisi y Guijarro, dont la pensée s’inspire de l’œuvre de Donoso Cortés et Jaime Balmes, collabore avec le prétendant Charles VII et devient l’un des principaux théoriciens carlistes, secondé par d’autres penseurs et journalistes comme Gabino Tejado ou Francisco Navarro Villoslada.
Juan Vázquez de Mella, surnommé « el Verbo de la Tradición » (« le Verbe de la Tradition »), deviendrait au début du XXe siècle l’idéologue par excellence du carlisme. Son œuvre se trouva reflétée dans ses discours, généralement prononcés aux Cortès, et dans ses articles publiés dans El Correo Español et d’autres périodiques traditionalistes. D’autres auteurs carlistes importants de la Restauration furent par exemple Luis María de Llauder, Leandro Herrero, Benigno Bolaños, Miguel Fernández Peñaflor, Manuel Polo y Peyrolón et Enrique Gil Robles.[réf. nécessaire]

### La question forale
L’arrivée des Bourbon lors de la guerre de succession au début du XVIIIe siècle est suivie de la suppression des fors de la couronne d'Aragon, mais leur maintien au Pays basque et en Navarre.
La question des fors a une importance capitale dans l’histoire du carlisme, car ce sont ces derniers qui avaient permis au carlisme de triompher dans les provinces basques et en Navarre — la législation forale avait permis aux Volontaires royalistes de ne pas y être purgés comme dans le reste de l’Espagne, étant donné qu’elle laissait l’inspection des corps dans les mains des députations forales (es) —. Il existe toutefois un débat parmi les historiens sur la question de savoir si la défense des fors est un trait caractéristique du carlisme depuis ses origines ou s’il n’apparaît qu’après le début de la première guerre carliste.
Après la révolution de 1868, un manifeste du prétendant Charles VII — petit-fils du premier prétendant carliste —, rédigé par le dirigeant carliste Aparisi y Guijarro, affirme la volonté du prétendant d’étendre le régime foral des provinces basques à toute l’Espagne. Plus tard, la revendication de la restauration des fors revêt une importance particulière dans d’autres régions : en 1872, durant la troisième guerre carliste, Don Carlos assure dans un autre manifeste prétendre abroger les Décrets de Nueva Planta promulgués par son ancêtre Philippe V, rendant ainsi leurs fors aux territoires de l’ancienne Couronne d'Aragon — Catalogne, Aragon, Valence —.
Le système foral basco-navarrais octroie certains privilèges. Sur le plan économique, par exemple, les douanes intérieures permettent la libre importation de produits et, sur le plan politique, le pase foral (es), qui exempte la mise en application des dispositions du monarque si elles sont contraires aux fors, limitent l’autorité du roi. Après la première guerre carliste, le gouvernement libéral ne supprime pas les fors des provinces basco-navarraises étant donné que la convention d'Ognate oblige l'État libéral à les respecter dans la mesure où ils n’entrent pas en conflit avec le nouvel ordre constitutionnel. Ils sont finalement supprimés après la troisième guerre carliste, les territoires obtenant en échange le dénommé « Concierto económico (es) ».
Bien que la défense des fors est très tôt présentée comme la principale motivation du soulèvement carliste dans le nord, le Navarrais Juan Antonio de Zaratiegui, assistant et secrétaire du général Zumalacárregui, écrit qu’il était faux d’affirmer que ce fut le cas en Navarre lors de la première guerre carliste, car les fors sont en 1833 pleinement en vigueur. Dans son œuvre Vida y hechos de don Tomás de Zumalacárregui, il affirme pouvoir démontrer que le soulèvement en Navarre n’a d’autre objet que la défense des droits à la Couronne de l’infant Charles et proteste contre ceux qui prétendent le contraire.

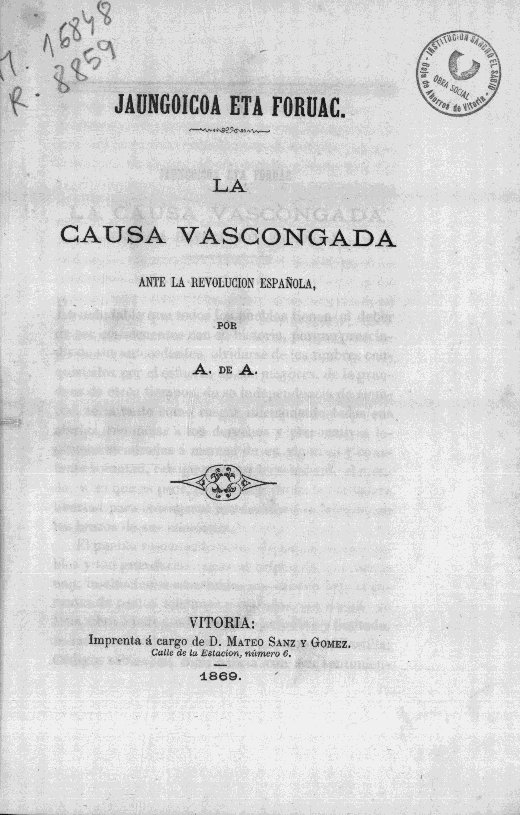
Jaungoicoa eta foruac: la causa vascongada ante la revolución española (1869), œuvre dans laquelle Arístides de Artiñano défend les fors basco-navarrais comme garantie de l’unité catholique de l’Espagne.

Cependant, le 30 novembre 1833, après le triomphe du soulèvement carliste dans la plus grande partie du territoire basco-navarrais, le général Castañón, capitaine général intérim des provinces basques, publie depuis Tolosa un arrêt suspendant les fors et privilèges de l’Alava et de la Biscaye, et en exceptant la partie du Guipuscoa qui est restée loyale à la régente Marie-Christine. Le 19 mai 1837, le général Espartero proclame à Hernani que le gouvernement n’a jamais eu l’intention de supprimer les fors, mais en septembre de la même année les autorités font cesser les députations forales et les remplacent par des députations provinciales, ce que les partisans de Don Carlos utilisent pour soutenir que l’intention des libéraux est, comme il l’a déjà averti, de mettre fin au régime foral, tentant ainsi d’accentuer leur influence sur le Pays basque. Ce faisant, les carlistes tentent de réunir les deux revendications — forale et dynastique — et font prêter serment sur les fors sous l’arbre de Guernica au prétendant, celui-ci promettant de les respecter et de les maintenir dans leur plus exacte observance.
Quand bien même, selon l’écrivain fuerista José María Angulo y de la Hormaza, ce serait précisément le souhait de conserver les fors qui facilite la fin de la première guerre carliste dans le nord. Dans ce but, l’écrivain public José Antonio Muñagorri, avec la coopération du gouvernement, popularise la devise de « Paix et Fors », qui aiderait à la signature de l’accord qui mettrait fin au conflit par le général Maroto (considéré comme le grand traître de la cause carliste).
Étant donné que les fors basco-navarrais, qui restent en vigueur jusqu’au Sexenio Democrático, sanctionnent l’unité catholique dans ces provinces étant donné qu’il n’autorise que les vieux chrétiens à y résider, le carlisme commence à cette époque à arborer la défense des fors comme une partie essentielle de sa doctrine politique. Les carlistes insistent sur le fait que la liberté de culte, le mariage civil et d’autres lois du gouvernement révolutionnaire supposent un « contre-for », comme le dénonce le traditionaliste de Biscaye Arístides de Artiñano.
Selon Angulo y de la Hormaza, les fors ne sont pas non plus la cause du triomphe au nord de l’insurrection carliste de 1872, qu’il attribue à une réaction à l’anticléricalisme et aux désordres du Sexenio. Selon lui, le désir de conserver les fors aurait même été perçu comme un argument contre le départ en guerre, car une défaite militaire peut entraîner la perte définitive des fors. Lorsque le soulèvement se produit, les carlistes suivent la consigne : « Sauvons la Religion même si les Fors périssent ! ». Cette proclamation, qui devient célèbre, est prononcée pour la première fois à Zumárraga plusieurs années auparavant, en 1865, durant une réunion de personnes très influentes du Guipuscoa. C’est cette année que la reine Isabelle II avait reconnu le royaume d’Italie, ennemi du pape Pie IX, et dès lors les habitants des provinces basco-navarraises antilibéraux considèrent l’éventualité d’en arriver à une guerre contre le gouvernement, en donnant à la question religieuse la priorité sur celle des fors.
Le libéral Fidel de Sagarminaga affirme en 1875 que lier les fors au carlisme est une erreur, car c’est la question religieuse et non la question forale qui a suscité le soulèvement dans la région basco-navarraise, où à différence d’autres régions espagnoles, il n’y a pas eu d’insurrections carlistes entre 1839 et 1868, durant tout le règne d’Isabelle II,.
Au cours des décennies suivantes, le carlisme est remarquable tant par son espagnolisme que par son opposition au centralisme, défendant une monarchie « fédérative » et traditionnelle pour l’Espagne.

## Antécédents

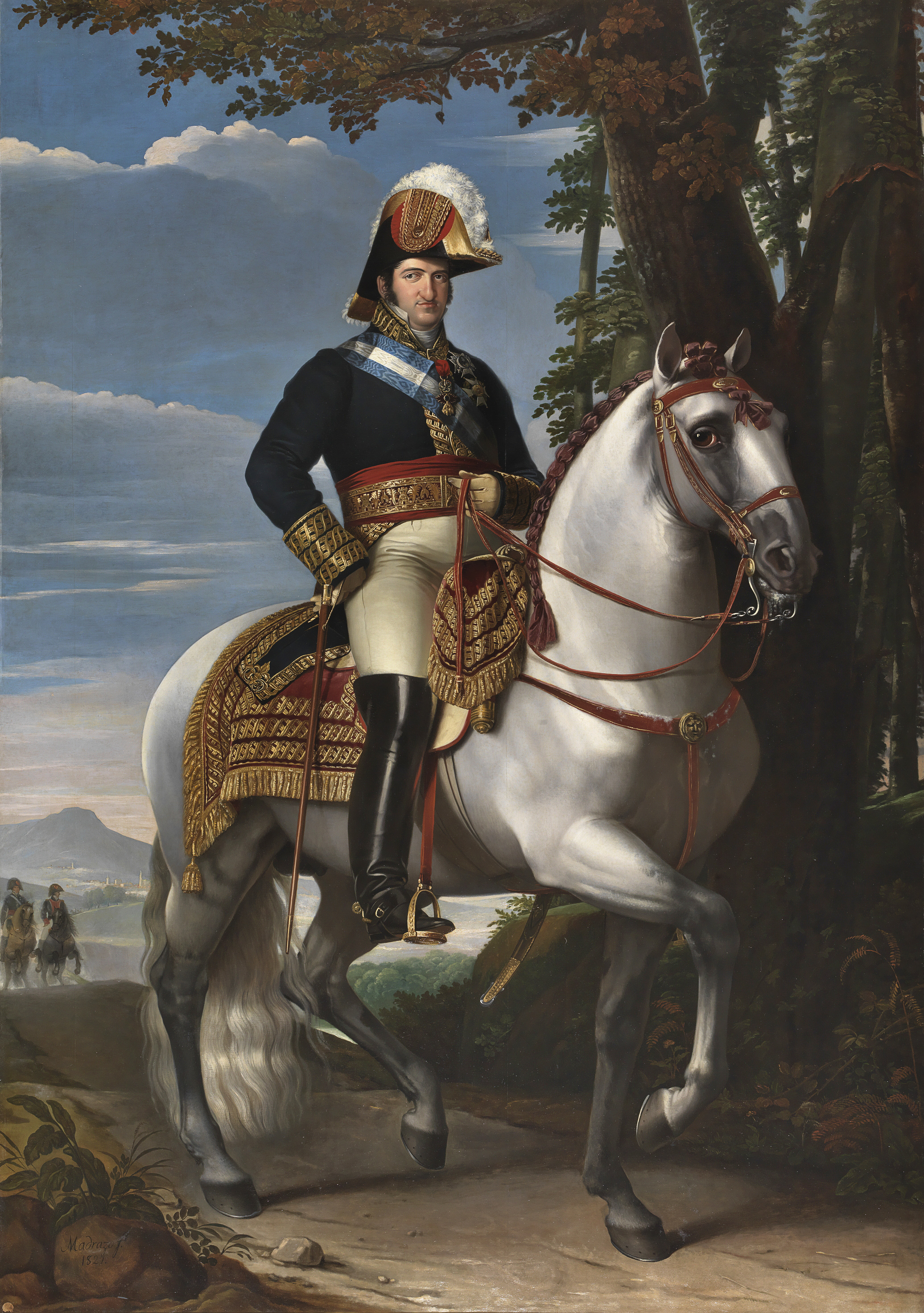
Portrait équestre de Ferdinand VII en 1829.

L’invasion française de 1808 et l’absence du monarque créèrent un vide de pouvoir qui fut mis à profit par les libéraux pour proclamer la Constitution de Cadix en 1812, tandis que les Créoles d’Amérique se soulevèrent pour leur indépendance. On pourrait trouver ici une première opposition entre des royalistes, favorables à l'Ancien Régime, et les indépendantistes qui, influencés par de nouvelles idées, luttèrent pour constituer leurs territoires en républiques libérales,.
La guerre d’indépendance et les Cortès de Cadix marquèrent une révision fondamentale de l'échiquier politique en Espagne. La Constitution de 1812 définit un point de départ incontournable pour le libéralisme espagnol, dont serait issus tout au long du XIXe siècle les courants progressistes et démocratiques. La position du traditionalisme s'exprima dans un grand programme de réformes politiques présenté au roi Ferdinand VII lors de son retour d’exil connu sous le nom de Manifeste des Perses, dont l’idéologie carliste serait l’héritière.
Les penseurs contre-révolutionnaires les plus importants du début du XIXe siècle, totalement opposés à la Constitution de Cadix, furent Pedro de Inguanzo, Rafael de Vélez (es) et Francisco Alvarado « le Philosophe rance ». Les racines idéologiques du mouvement résidaient dans la pensée anti-ilustrada et anti-libérale d’auteurs du XVIIIe siècle comme Fernando de Ceballos (es), Lorenzo Hervás y Panduro ou Francisco Alvarado cité, situés dans un courant européen de réaction contre l'encyclopédisme et la Révolution française.
Après le pronunciamiento de Riego qui déboucha sur le Triennat libéral (1820-1823), le mouvement anti-libéral et contre-révolutionnaire se consolida contre la révolution libérale. En 1822 éclata la guerre royaliste, où tradition et libéralisme s'affrontèrent pour la première fois dans la Péninsule, au désavantage de ceux-là dans un premier temps, mais l’intervention française de 1823 finit par donner la victoire aux royalistes.

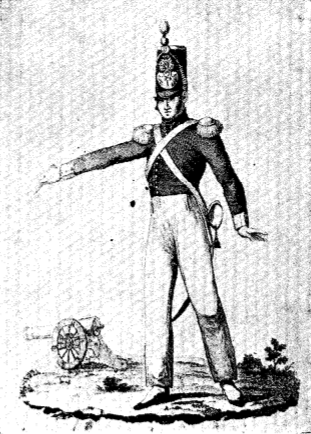
Artilleur des Volontaires royalistes, antécédent immédiat du carlisme.

Au cours de la seconde restauration absolutiste (1823-1833), dernière période du règne de Ferdinand VII surnommée par les libéraux la « Décennie abominable », les absolutistes se divisèrent entre royalistes « réformistes » — partisans d’« adoucir » l'absolutisme en suivant les avertissements de la Sainte Alliance, dont l'intervention avait mis fin à la brève expérience de monarchie constitutionnelle — et les dénommés « apostoliques » ou « ultras », qui défendaient la restauration d’une « monarchie pure » qui requerrait d'autres types de réformes, comme établi dans le Manifeste des Perses. En raison des concessions du roi aux libéraux, comme la non-restauration de l'Inquisition, les apostoliques menèrent en 1827 un nouveau soulèvement, la guerre des Mécontents. Ceux-ci avaient dans le frère du roi, Charles — héritier du trône car Ferdinand VII n’avait pas réussi à obtenir de descendance après trois mariages — l'un de leurs principaux protecteurs, raison pour laquelle on commença à les appeler « carlistes » (de Carlos, « Charles » en espagnol).

## Naissance
Après la mort soudaine de sa troisième épouse Marie-Josèphe de Saxe le 19 mai 1829, le roi Ferdinand VII annonça quatre mois plus tard — le 26 septembre — qu’il allait se marier de nouveau,,,. Selon Juan Francisco Fuentes, « il est très possible que l’empressement du roi pour résoudre le problème successoral ait à voir avec ses doutes sur le rôle que jouait ces derniers temps son frère don Carlos […]. Ses problèmes de santé continus et son vieillissement prématuré — en 1829 il avait 45 ans — durent le persuader qu’il ne lui restait guère de temps. Selon son médecin, Ferdinand fit en privé cette confession non équivoque : "Il faut que je me marie dès que possible" ».
Celle choisie pour devenir son épouse fut la princesse napolitaine Marie-Christine de Bourbon-Siciles, sa nièce de 22 ans moins âgée,. Ils se marièrent par procuration le 9 décembre et le 31 mars suivant, le monarque rendait publique la Pragmatique Sanction de 1789 (es) approuvée au début du règne de son père Charles IV qui abolissait le règlement de succession de 1713 (es) qui avait établi en Espagne la loi salique — c'est-à-dire qui interdisait aux femmes de prétendre à la succession au trône —. Ainsi, Ferdinand VII prétendait s’assurer que, s’il parvenait enfin à avoir une descendance, son fils ou sa fille lui succèderait. Début mai 1830, un mois après la promulgation de la Pragmatique, la grossesse de Marie-Christine fut annoncée et le 10 octobre naquit une enfant, Isabelle II, si bien que l’infant Charles de Bourbon fut privé de la succession qui jusque là lui incombait, à la grande consternation de ses partisans ultra-absolutistes, déjà appelés « carlistes »,,. « Les royalistes avaient perdu la partie dans la guerre des Mécontents, et maintenant, devenus carlistes, ils la perdaient au Palais, dans une bataille pas encore terminée ».
Selon le carlisme, Ferdinand VII promulgua « illégalement » la Pragmatique sanction de 1789 car, bien qu’elle fût approuvée par les Cortès le 30 septembre 1789, aux temps de Charles IV, elle n’était pas devenue alors effective. Selon les carlistes, Charles IV avait tenté d'abroger la loi salique sur la base de l’approbation mentionnée, mais la disposition n’avait pas été promulguée, si bien qu’elle n’était pas actuellement entrée en vigueur et qu’il lui manquait un élément juridique fondamental pour assurer sa validité, suivant le raisonnement suivant : un accord conclu entre le roi et les Cortès ne peut être abrogé que par le roi et les Cortès.

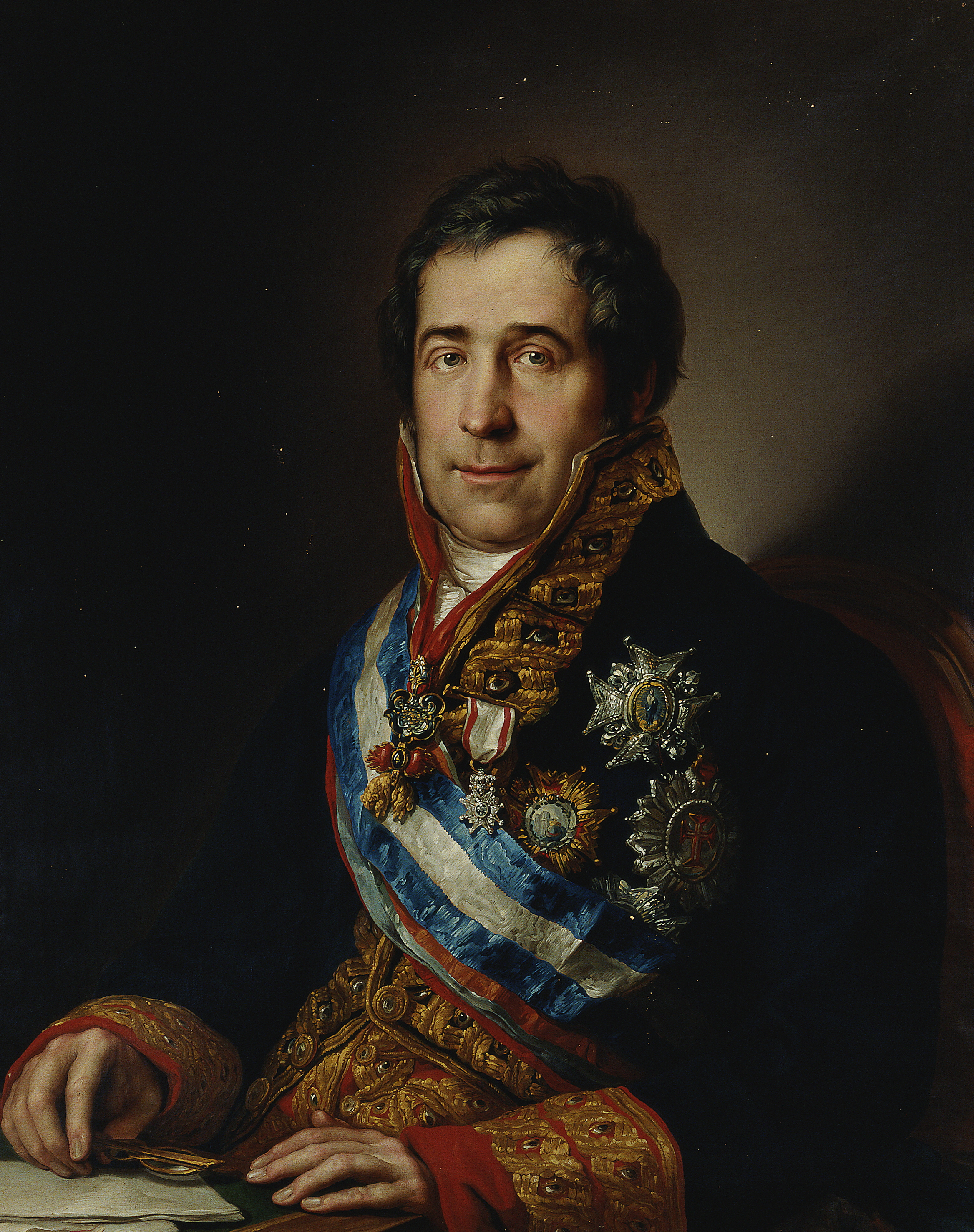
Portrait de Francisco Tadeo Calomarde par Luis de la Cruz y Ríos.

Les carlistes, qui furent pris par surprise par la publication de la Pragmatique de 1789, ne se résignèrent pas à ce que la très jeune Isabelle devînt la future reine et préparèrent un mouvement insurrectionnel pour la fin de l’année 1830, qui fut défait par la police. Au cours de l’été suivant ils tentèrent de profiter de l’occasion de l’aggravation de l'état de santé de Ferdinand VII dans ce qui serait connu sous le nom d’« événements de La Granja ». Le 16 septembre 1832, le fragile état de santé de Ferdinand VII, qui se trouvait convalescent au palais royal de la Granja de San Ildefonso (province de Ségovie). Son épouse la reine Marie-Christine, sous la pression des ministres « ultras » — le comte de La Alcudia et Calomarde — et de l’ambassadeur du royaume de Naples — soutenu par l'ambassadeur autrichien, qui manigançait dans l’ombre —,, et trompée par ces derniers qui lui assurèrent que l'armée ne l'appuierait pas dans sa régence lorsque mourrait le roi, et cherchant à éviter une guerre civile comme elle l’assura postérieurement, influença son époux afin qu’il révoquât la Pragmatique Sanction du 31 mars 1830. Le 18 septembre, le roi signa le rétablissement de la loi salique — ainsi la loi interdisant que les femmes puissent régner entra de nouveau en vigueur —,. Toutefois, de façon inattendue, le roi recouvra la santé et le 1er octobre, avec l’appui d’une partie de la noblesse de cour, qui s’était rendue à La Granja pour éviter que les « carlistes » ne prennent le pouvoir, destitua le gouvernement, qui incluait les ministres qui avaient trompé son épouse. Le 31 décembre il annulait dans un acte solennel le décret d'abrogation qui n’avait jamais été publié — le roi l’ayant signé à condition qu'il n’apparaisse pas dans le bulletin officiel La Gaceta de Madrid jusqu’à sa mort — mais que les carlistes s’étaient chargés de divulguer. Ainsi, la princesse Isabelle, âgée de deux ans, devenait de nouveau héritière au trône,,,,.
Toutefois, les carlistes et les courants historiographiques traditionalistes donnèrent une tout autre version des faits, en affirmant que c’était l'épouse du roi Marie-Christine qui avait fait pression sur le roi pour qu’il enfreigne la loi car elle était désireuse de voir sa fille devenir reine d'Espagne. Selon eux, la maladie du roi avait influencé la cour, où les uns et les autres — partisans d'Isabelle et partisans de Charles —, avaient tenté de faire en sorte que le roi promulgue la nouvelle norme ou non. Les carlistes, en plus de dénoncer l'illégitimité de tout le processus, affirmaient que le roi avait reçu des pressions ou encore que la disposition avait été occultée pour ne jamais entrer en vigueur, et soutenaient quoi qu’il en soit que la Pragmatique avait une valeur juridique nulle
Le nouveau gouvernement mené par l’« absolutiste ilustrado » Francisco Cea Bermúdez au poste de secrétaire du Bureau d'État, alors ambassadeur à Londres, et dont ne fit partie aucun « ultra » prit immédiatement une série de mesures pour gagner des adeptes à la cause de la future Isabelle II parmi les libéraux dits « modérés ». Les universités rouvrirent — elles avaient été fermées par Calomarde pour éviter une « contagion » de la révolution française de juillet 1830 — et une amnistie fut promulguée, qui permit la libération de nombreux libéraux et le retour en Espagne d’une importante part des exilés. De plus, le 5 novembre fut créé le nouveau Ministère de l'Équipement général du Royaume (« Ministerio de Fomento General del Reino »), un projet « réformiste » qui avait rencontré le refus des « ultras » pendant deux années — ils ne pouvaient l’accepter car il leur rappelait le Ministère de l’Intérieur du règne de Joseph Ier et celui du Gouvernement (« Gobernación ») des libéraux —, et à la tête duquel se trouva Victoriano de Encima, un « réformiste » connaisseur de la nouvelle doctrine du libéralisme économique, mais le nouveau ministère ne commença réellement à agir qu’après la mort de Ferdinand,,. Ainsi commençait une transition politique allant dans le sens d’une normalisation de certains acquis du libéralisme, qui après la mort du roi se poursuivit durant la régence de Marie-Christine.

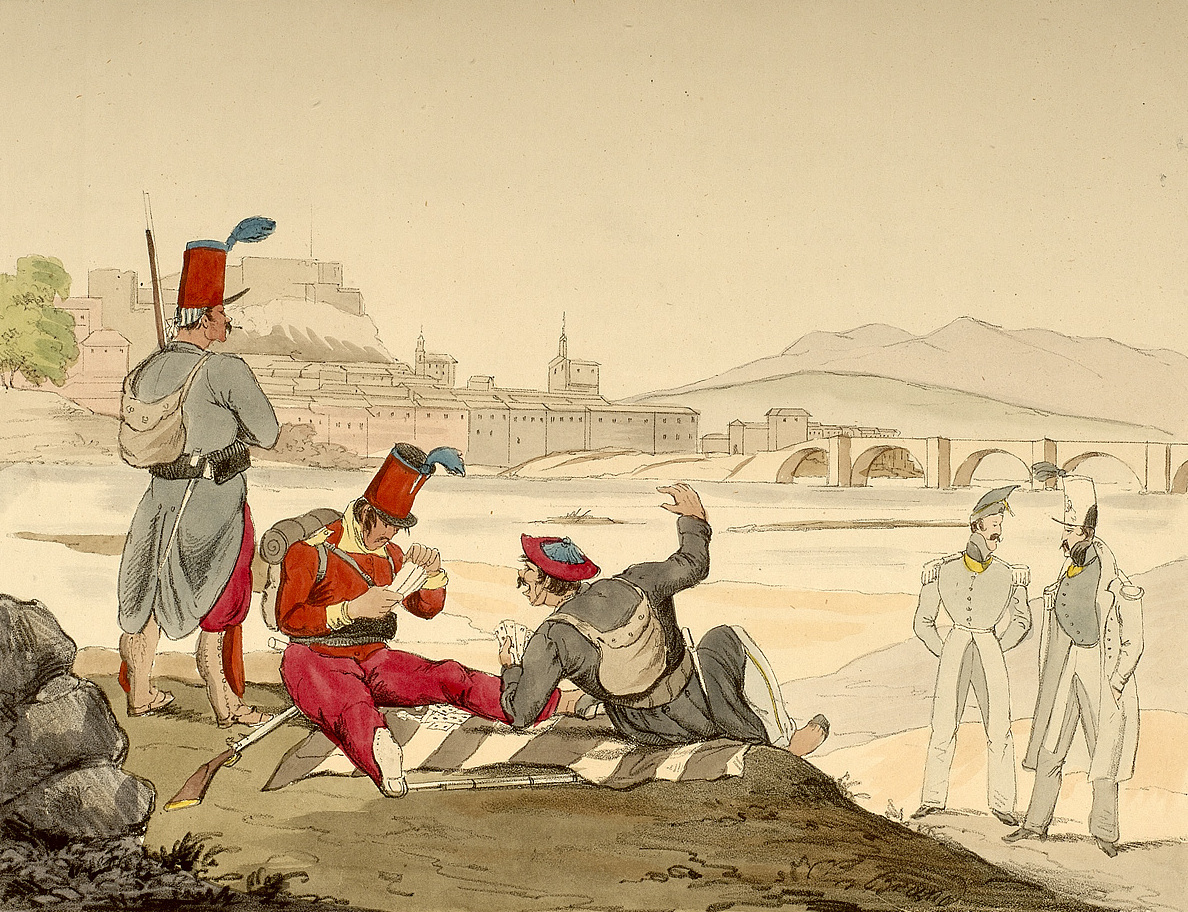
Peseteros, troupes franches isabellines durant la première guerre carliste, à Miranda de Ebro en 1835.

En préparation de la future régence de la reine Marie-Christine, un décret du 6 octobre l’habilitait à traiter avec le gouvernement « pendant la maladie du roi »,. Le 10 novembre cinq capitaines généraux furent remplacés (parmi lesquels le comte d'Espagne, qui avait abandonné Barcelone au milieu des insultes de la population, particulièrement des femmes qui l'accusaient d'avoir fait tuer leurs maris) ainsi que d’autres commandements militaires considérés favorables à l'infant Charles. Le surintendant général de la police fut également remplacé et l’on prit des mesures pour restreindre les activités des volontaires royalistes, corps dans lequel prédominaient les partisans carlistes — la figure de l'inspecteur général fut supprimée et ils dépendirent de nouveau des capitaines généraux —,,. Le général Palafox écrivit à son frère à propos des mesures du nouveau gouvernement : « Cela a été une transformation complète. S'il continue comme ça, il me semble que les plaies ouvertes seront pour toujours refermées ».
Malgré leur mise à l'écart du pouvoir, les carlistes — anciens « ultra-absolutistes (es) » —, s'appuyant sur les Volontaires royalistes, s’opposèrent au nouveau gouvernement et l'infant Charles refusa de reconnaître Isabelle princesse des Asturies et héritière du trône — affirmant que Ferdinand VII n’avait pas le pouvoir de promulguer la Pragmatique sanction et que par conséquent la loi salique restait en vigueur —, 
Des affiches appelant « les armes carlistes » apparurent à Bilbao, ou d’autres qualifiant Isabelle de « petite princesse étrangère » (« princesita extranjera »), accusant son parti de vouloir imposer « les assassins constitutionnels ennemis de la religion et de l’autel » comme à Santoña. Des algarades en faveur de don Carlos se produisirent à Madrid (avec la participation de la Garde royale). Un projet d’insurrection organisé depuis León par l'évêque Joaquín Abarca, qui faisait partie des cercles de Charles de Bourbon, avorta en janvier 1833 — Abarca se réfugia au Portugal —. Des partidas realistas en faveur de Charles V furent formées. La rupture définitive avec les carlistes se produisit à la suite de la décision prise par le gouvernement le 3 février 1833 d’expulser de la cour la princesse de Beria en raison de son implication directe dans les conspirations ultras et de l’influence qu’elle exerçait sur son beau-frère Charles de Bourbon, l'encourageant à défendre ses prétentions à la succession à l'encontre de la fille du roi. Afin de sauver les apparences, on dit qu’elle avait été appelée auprès du roi Michel Ier de Portugal,.
De façon inattendue, Charles communiqua que, avec son épouse Marie Françoise de Bragance et ses enfants, il accompagnerait sa belle-sœur dans son voyage au Portugal. Ils quittèrent Madrid le 16 mars et arrivèrent à Lisbonne le 29. Ce faisant, Charles évitait de reconnaître Isabelle princesse des Asturies et héritière du trône,. Au cours des semaines suivantes, Ferdinand VII et son frère Charles échangèrent une abondante correspondance dans laquelle il apparaissait clairement que celui-ci refusait de reconnaître Isabelle, scellant la rupture définitive entre eux. Le roi finit par lui ordonner de s'installer dans les États pontificaux et de ne jamais revenir en Espagne, mettant une frégate à sa disposition ; Charles ne se soumit jamais à cet ordre en donnant des excuses de tout type,. Le 20 juin 1833 se réunissaient les Cortès dans l'église Saint-Jérôme-le-Royal, comme en 1789, pour le serment de la princesse Isabelle (es) comme héritière de la couronne,. Selon Josep Fontana, « Avec l’intuition de ce que cela pouvait signifier dans l’optique d’un changement politique plus général, le serment de la princesse fut reçu avec enthousiasme partout où l’on souhaitait la fin du despotisme ». Trois mois plus tard, le dimanche 29 septembre 1833, mourait le roi Ferdinand VII, et commença la première guerre carliste, guerre civile pour la succession de la couronne entre, d’une part les partisans d’Isabelle et de la régente Marie-Christine, et d'autre part les « carlistes », partisans de son oncle Charles,,,,.

## Les guerres carlistes

### Première guerre (1833 – 1840)

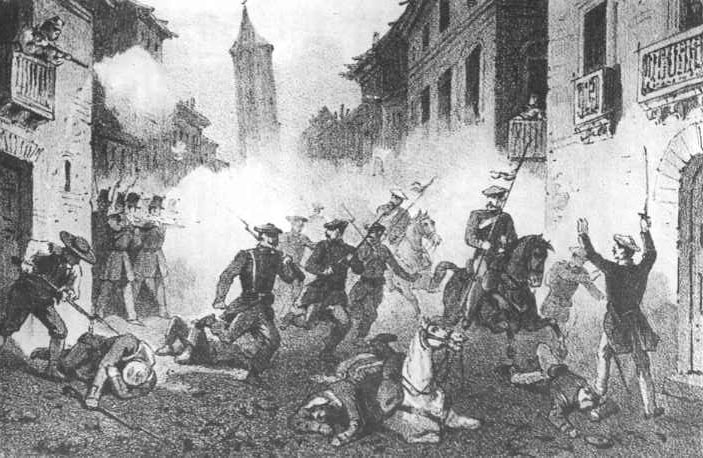
La (1838).

Tandis qu'à Madrid une régence libérale se met en place sous l'égide de la reine douairière Marie-Christine, dans les régions du Nord de l'Espagne, comme la Navarre ou la Catalogne, nombreux sont ceux qui redoutent le centralisme et l'anticléricalisme affichés par le nouveau pouvoir. C'est donc naturellement dans ces régions que le prétendant Charles trouve l'essentiel de ses soutiens.
Sous la conduite du général Zumalacárregui, une armée de 13 000 carlistes se soulève et remporte une série de victoires. Les troupes isabelines, c'est-à-dire partisanes de la jeune Isabelle II, ne peuvent résister sans une aide extérieure. Le Royaume-Uni envoie alors en Espagne une légion de volontaires tandis que la France lui cède la Légion étrangère (1834). Après plusieurs années de conflit (qui déborde un moment les frontières portugaises), la première guerre carliste se solde par la défaite des carlistes et la signature du traité de Vergara, le 31 août 1839. La résistance du chef militaire Ramón Cabrera se poursuit toutefois dans le Maestrazgo jusqu'en mai 1840.
Bénéficiant du soutien des petits paysans pyrénéens et de leurs curés, le mouvement carliste reste néanmoins vivace au nord.

### Deuxième guerre carliste ou guerre des Matiners (1846 – 1849)
En 1845, le prétendant Charles abdique en faveur de son fils aîné Charles-Louis (1818 – 1861), qui prend le nom de « Charles VI ». Éclate alors la deuxième guerre carliste ou guerre des Matiners. Cette guerre se développe principalement en Catalogne, Aragon, Navarre et Guipuscoa pendant les années 1846 à 1849.

### Troisième guerre (1872 – 1876)

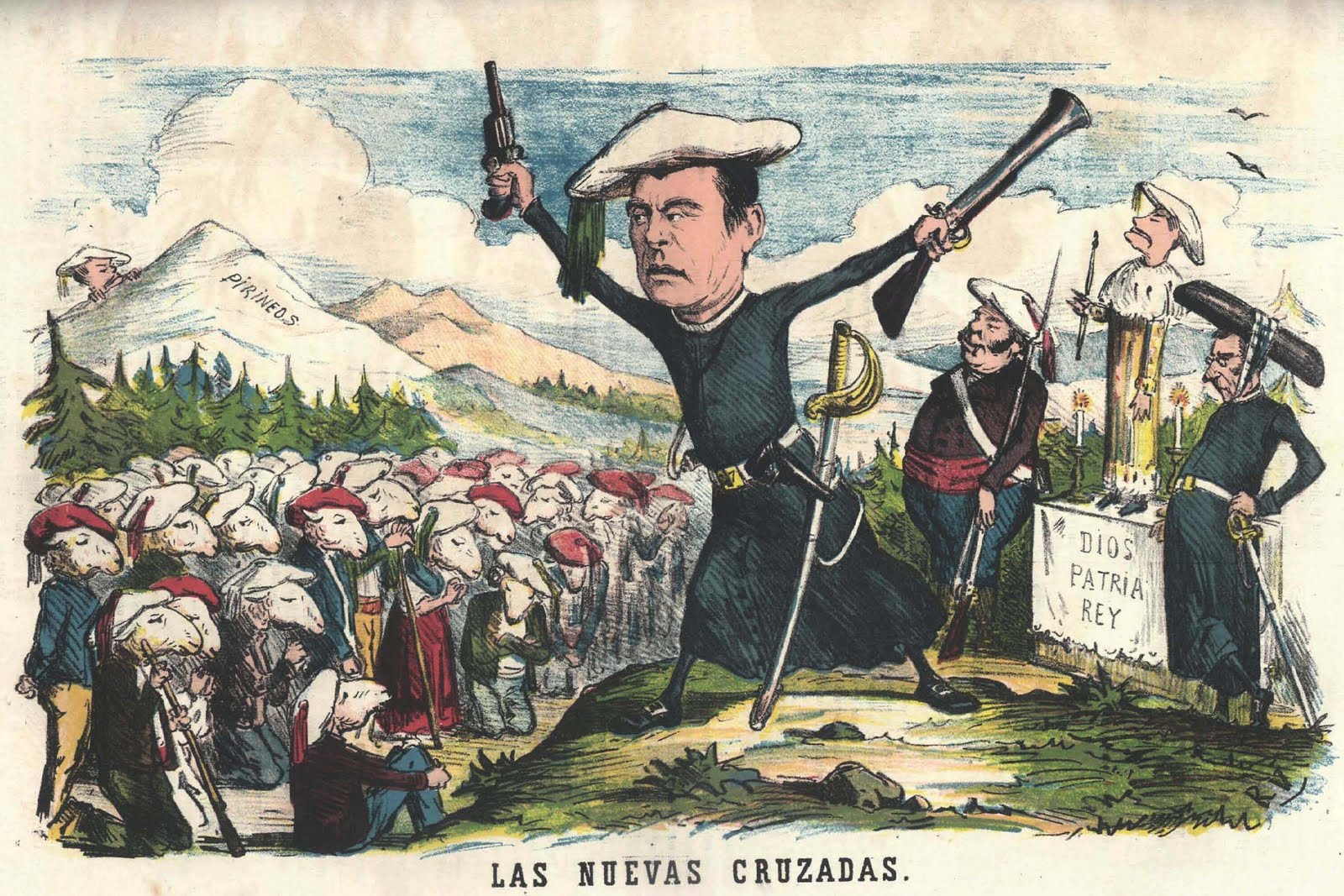
Caricature de la revue anticarliste La Flaca, publiée en 1870 et représentant le carlisme, ses idéaux (« Dieu, Patrie, Roi ») ainsi que ses principaux protagonistes de l’époque.

En 1869, le prétendant « Charles VII » publie un manifeste dans lequel il expose ses idées, parmi lesquelles celles de constituer des Cortes avec une structure traditionnelle et de promulguer une Constitution ou d'approuver une Charte, ainsi que de conduire une politique économique de style protectionniste. Dans son entourage, on retrouve des politiciens de droite (derechistas), appelés spécialement les « Catholiques ».
À cette époque, Isabelle II est détrônée depuis deux ans (1868) et, après la période de régence du général Francisco Serrano, le Parlement élit comme roi Amédée de Savoie sous le nom d'Amédée Ier d'Espagne.
Charles VII voyant s'éloigner la possibilité de restauration bourbonienne, dans chacune de ses deux branches, il déclenche, en 1872, la troisième guerre carliste, d'abord contre Amédée Ier, puis contre la Première République espagnole, proclamée en 1873 après l'abdication du roi, puis finalement contre Alphonse XII, proclamé roi par le général Arsenio Martínez-Campos Antón à Sagonte (Valence) fin 1874. La guerre se termine en 1876 avec la conquête d'Estella (Navarre), la capitale carliste, et par la fuite vers la France du prétendant.

## Règne d’Isabelle II

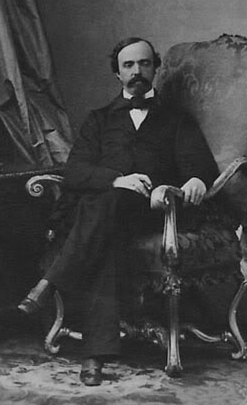
Charles Louis de Bourbon et Bragance, comte de Montemolín, le prétendant carliste Charles VII.

Après la signature de la convention d’Ognate, le carlisme, bien que réduit à la clandestinité, avait encore de nombreux partisans dans certains milieux. L’écrivain traditionaliste Vicente Marrero soutient qu’il était majoritaire dans la population. Pendant plusieurs années, le journal La Esperanza (es) dirigé par le carliste Pedro de la Hoz (es) fut le périodique le plus diffusé de toute la presse espagnole.
Les premiers penseurs carlistes furent Vicente Pou, Magín Ferrer, Pedro de la Hoz (es), Atilano Melguizo et Félix Lázaro García, qui publièrent des écrits au tournant des années 1840.
Afin de réconcilier les Espagnols et mettre fin au conflit de sucession en réunissant tous les monarchistes, le Parti monarchiste national (es) (aussi dit « parti balmiste ») défendit le mariage d'Isabelle II avec le comte de Montemolín Charles Louis de Bourbon et Bragance, prétendant carliste Charles VII — fils aîné de don Carlos, en faveur de qui celui-ci abdiqua afin de faciliter le projet —. Dans son périodique El Pensamiento de la Nación (es), Jaime Balmes défendit sans relâche cette union matrimoniale et, après s’être entretenu à Paris avec le comte de Montemolín, ce dernier publia dans La Esperanza du 23 mai 1845 un manifeste, rédigé par Balmes, dans lequel il se montrait conciliateur, afin d’éviter « la répétition des révolutions »,,.
Le projet de Balmes échoua, en raison d'une part de l’hostilité de Narváez, de Marie-Christine et du roi des Français Louis-Philippe,, d'autre part des goûts personnels d’Isabelle, mais aussi en raison de la posture intransigeante de Montemolín, dont La Esperanza se fit le relai, qui s'opposait à l'idée de Balmes selon laquelle Charles serait simplement le roi consort et défendit la thèse d’une union dynastique similaire à celle des rois catholiques, en égalité de droits (Tanto monta… (es)). Menéndez Pelayo écrivit à ce sujet que le projet de Balmes n'avait pas échoué « par incompatibilité de principes, comme certains l’imaginent, mais par incompatibilité de personnes »
La politique du nouveau régime oscilla entre l’influence française, lorsque gouvernaient les modérés, et l’influence britannique, lorsque c’était le tour des progressistes. Les projets de mariage de la jeune reine reflétèrent ces oppositions. En France, la monarchie de Juillet — avec laquelle le prétendant Charles-Louis, loyal à Charles-Philippe de France, refusa de s’entendre — défendit le candidat François d'Assise de Bourbon, projetant que si le couple royal n’avait pas de succession, la maison d'Orléans accèderait au trône d’Espagne. Pour sa part, le Royaume-Uni soutenait la candidature d’Henri de Bourbon, aux idées progressistes, si bien que les carlistes restèrent sans alliés de poids à l’international.
Après l’échec du mariage avec Isabelle, une partie des partisans du prétendant carliste provoquèrent une nouvelle insurrection, dont la Catalogne fut le principal foyer, qui dura jusqu’en 1849 et fut appelé deuxième guerre carliste dans l’historiographie.
De nouveaux soulèvements (es) eurent lieu en 1855, après un autre échec de négociation avec la dynastie régnante.
Début 1860, en pleine guerre hispano-marocaine, fut mise au jour une obscure conjuration carliste qui prétendait par un coup de force mettre sur le trône d’Espagne le comte de Montemolín, prétendant sous le titre de « Charles VI » et fils de Charles Marie Isidore de Bourbon, avec qui le conflit de succession avait commencé. Le roi consort François d'Assise de Bourbon et d’importantes figures de la cour, de la noblesse, de l’Église, de l’Armée et du monde des affaires, cherchant la réunification des deux branches des Bourbon d'Espagne, étaient impliqués dans le complot.
L’opération, dirigée par le capitaine général des Baléares, Jaime Ortega y Olleta, consista en un débarquement le 2 avril 1860 à Sant Carles de la Ràpita d’un contingent militaire de 3 600 hommes, 50 chevaux et 4 pièces d’artillerie provenant de Palma où il avait été formé. Comme l’avait prédit Ramón Cabrera depuis Londres, le débarquement carliste de Sant Carles de Ràpita fut un échec cuisant car dès que les soldats se rendirent compte de l’objet de leur déplacement ils refusèrent de combattre l’armée de la reine et que les soulèvements carlistes attendus dans toute la Péninsule ne se produisirent pas. Les militaires qui dirigeaient l’opération tentèrent de se cacher mais ils furent détenus par la Garde civile. Le général Ortega fut arrêté à Calanda (province de Teruel) et amené à Tortosa où il fut fusillé. En revanche les deux princes carlistes qui avaient participé à l’opération furent libérés à Tortosa après avoir renoncé à leurs revendications sur la Couronne — ils se rétractèrent tout juste arrivés saufs en France —. Les listes des conjurés qui avaient travaillé avec le général Ortega « qui révélaient l’ampleur de la conjuration, disparurent » car l’on préféra oublier cet incident. L’échec de la tentative d’Ortega ouvrit une grave crise interne dans le carlisme.

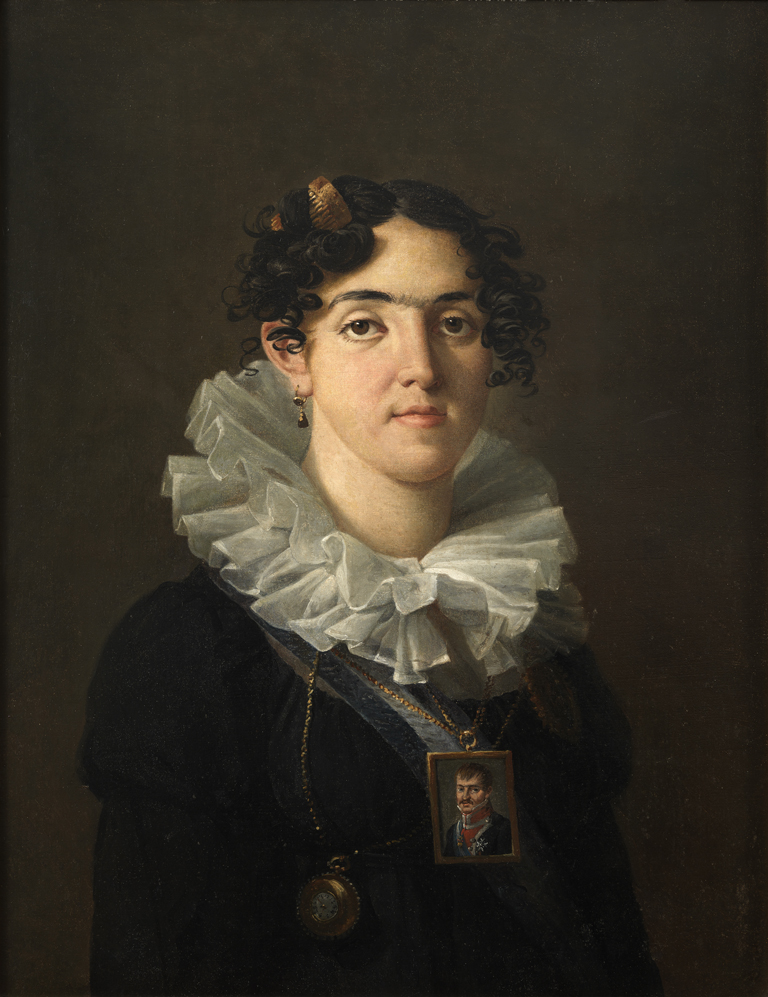
Marie-Thérèse de Portugal (princesse de Beira), seconde épouse du premier prétendant carliste.

Après la mort de Charles-Louis en 1861, son frère Jean de Bourbon et Bragance, héritier de la dynastie carliste, reconnut Isabelle II comme reine d’Espagne, mais sa belle-mère Marie-Thérèse de Portugal protesta contre cette décision et publia en 1864 une Lettre aux Espagnols dans laquelle elle proclamait le fils de Jean, qui serait Charles VII pour les carlistes, l’héritier légitime des droits de Charles-Louis. La mère de Charles VII et épouse de Jean refusa dans un premier temps de soutenir cette idée, mais céda finalement devant les prétentions de son fils, qui commença à recevoir la visite de personnages carlistes importants (Marichalar, Algarra, Tristany, Mergeliza, etc.) et publia peu après un manifeste dans La Esperanza. Lors d’un entretien avec Vicente de la Hoz furent étudiés les moyens de réorganiser le parti carliste.
Cependant, face aux pressions révolutionnaires, Isabelle II destitua en 1865 le général Narváez pour le remplacer par le général O'Donnell et, après s’y être opposé, finit par reconnaître le royaume d’Italie, ennemi de l’Église. Lors du débat qui eut lieu aux Cortès à cette occasion, Aparisi y Guijarro dit que cette reconnaissance supposait le divorce entre le trône et les éléments de la droite et que, étant donné que le trône s’opposait déjà aux libéraux révolutionnaires, la reine restait sans appuis. Il fit ensuite cette citation de Shakespeare que rappela des années plus tard Benito Pérez Galdós dans ses Episodios nacionales : « Adieu, femme d'York, reine des tristes infortunes ! ». Trois ans plus tard éclaterait la révolution qui mettrait fin à son règne. Dans la dernière période de la monarchie isabelline, les dénommés « néo-catholiques — partisans de Cándido Nocedal — s’étaient réunis avec les carlistes dans la dénommée « Comunión monárquico-religiosa » » (« Communion monarchico-religieuse ») ou « Comunión católico-monárquica » (« Communion catholico-monarchique »),,.
En 1866, le prétendant Charles VII écrivit à son père en se déclarant chef des carlistes. En 1868, il présida à Londres un conseil réunissant les principales figures du mouvement afin de le relancer, en mettant à profit la crise du régime monarchique. Les participants définirent un plan politique et administratif, s’accordèrent sur la conduite à tenir et préparèrent le manifeste adressé aux Espagnols que publierait l’année suivant le prétendant, qui prit le titre de duc de Madrid.
Selon Héctor Vázquez-Azpiri (es), plus tard, durant son exil à Paris, Isabelle II rencontra personnellement le prétendant Charles VII qu’elle vint même à reconnaître comme le roi d’Espagne légitime.[réf. à confirmer]

## Sexenio Revolucionario

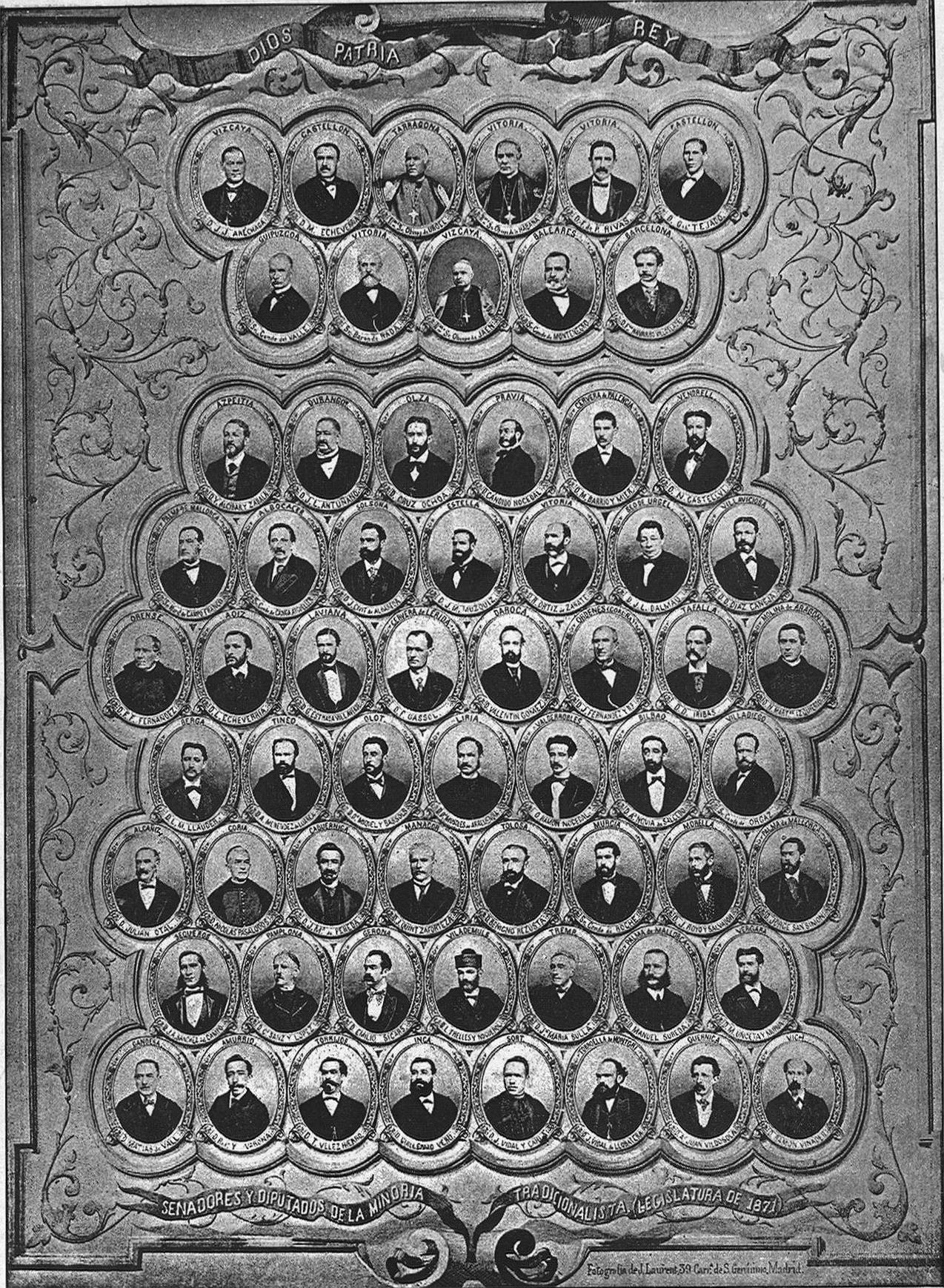
Sénateurs et députés de la minorité traditionaliste de 1871.

La révolution de 1868 qui détrôna Isabelle II et les six ans qui suivirent — qualifiés de « révolutionnaires » ou « démocratiques » — connurent une forte résurgence du carlisme, qui commença à participer à la vie politique parlementaire. Défendant la monarchie traditionnelle et l’unité catholique — qui serait supprimée par la Constitution de 1869 —, les dénommés néo-catholiques, anciens partisans d’Isabelle, s’intégrèrent définitivement dans le parti carliste, qui prit le nom de Communion catholico-monarchique,. La revitalisation de la cause légitimiste se manifesta à travers la création de titres de presse favorables aux carlisme dans une grande partie des provinces d'Espagne, par exemple à Madrid, La Regeneración, El Pensamiento Español et le satirique El Papelito — qui atteignit le surprenant tirage de 40 000 exemplaires —, outre le vétéran La Esperanza, et à Barcelone, La Convicción et le satirique Lo Mestre Titas, entre autres. Pour la première fois, des carlistes se présentèrent officiellement à des élections et obtinrent une vingtaine de sièges aux élections constituantes de 1869
Le 30 juin de la même année, le prétendant publiait une lettre-manifeste — Lettre de Don Carlos à son frère Don Alfonso — dans laquelle il manifestait son aspiration à régner sur l’Espagne et à ne pas être simplement le chef d’un parti. Cette lettre, rédigée par Antonio Aparisi y Guijarro, qui deviendrait l'un des plus intimes collaborateurs du prétendant, fut reproduite par la presse carliste et diffusée en des milliers d’exemplaires
Charles VII souhaita prendre ses distances avec l’idée d’obscurantisme et d’absolutisme qui était étroitement associée au carlisme et manifesta qu’il ne souhaitait pas revenir au passé, mais donner la liberté à l'Église et maintenir les concordats avec le Saint Siège annulés par le gouvernement révolutionnaire, sans revenir sur les désamortissements. De même, il souhaitait le maintien de l’unité catholique mais pas la restauration de l'Inquisition. Il prétendait un gouvernement authentiquement « espagnol », établi selon les « anciennes bases » — conformément à la pensée de Balmes —, avec une loi fondamentale et des Cortès représentatives — et non plus corporatives —, mais sans parti politique. Dans son programme, les municipalités et députations devaient jouir d’une large autonomie administrative, le droit de propriété devait être intangible et le travail devait être régulé — à travers un salaire minimum, ainsi qu’un système de retraite et d’assurance —[réf. nécessaire]. En ce qui concerne la liberté de pensée et d'expression, tout progrès scientifique ou culturel de l'étranger devait être accepté sans réserve, mais les frontières devaient être absolument fermées « à la propagande dissolvante, antisociale, criminelle ou hérétique ». D’après le traditionaliste Aparisi y Guijarro, avec ces idées de Don Carlos il était possible de faire une Constitution bien plus libérale et moins imparfaite que celles élaborée par Prim, Serrano et Topete. Cependant, selon l'historien catalan Artur Masriera (es), malgré le langage sincère, tolérant et séduisant du prétendant, ce programme ne connut qu’une modeste diffusion et les libéraux conservèrent leur image extrêmement négative du carlisme.

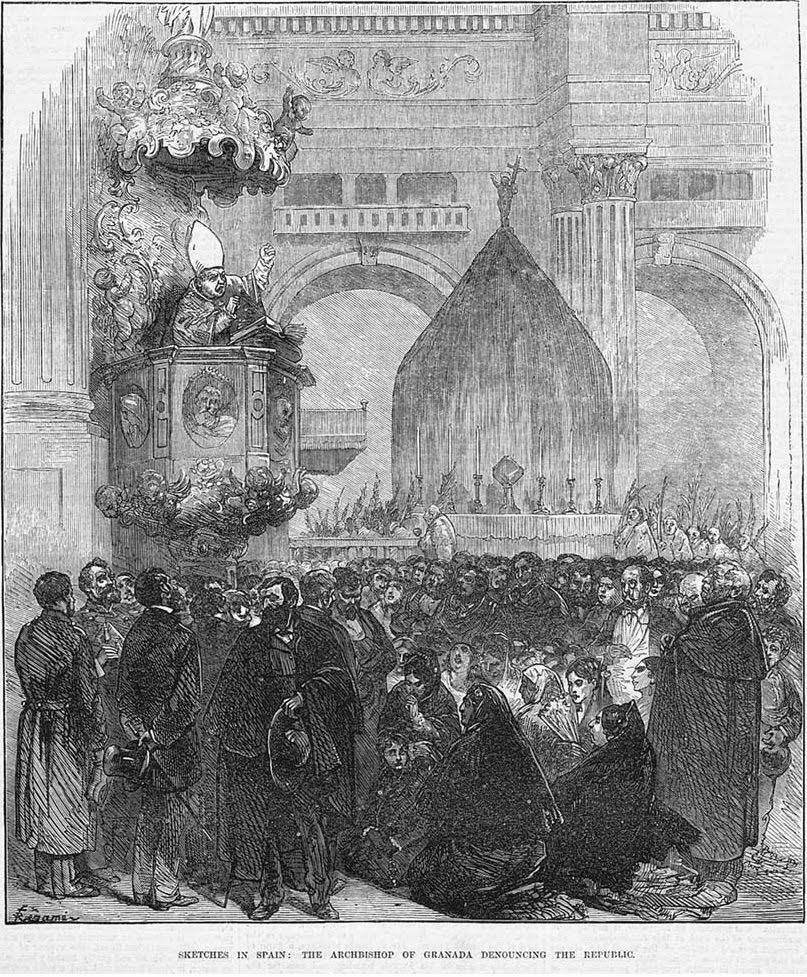
Gravure parue dans le Illustrated London News du 10 mai 1873 représentant l'archevêque de Grenade dénonçant la République. Selon cet hebdomadaire londonien, la cause carliste trouvait dans toute l'Espagne d’inébranlables partisans au sein du clergé.

En août 1869 se produisait le premier soulèvement carliste en faveur de Charles VII (es), qui échoua à cause de sa mauvaise organisation, à l’issue duquel fut fusillé, entre autres, le maire de Léon Pedro Balanzátegui. En octobre, le prétendant confia la direction politico-militaire du carlisme à Ramón Cabrera, qui démissionnerait en mars 1870 à cause de divergences avec lui et d’autres figures importantes du mouvement. Charles décida alors d’assumer personnellement la direction du carlisme jusqu’à une conférence tenue à Vevey (en Suisse) le 18 avril où il réunit les notables carlistes, créant un comité central du parti qui agissait légalement en Espagne, la Communion catholico-monarchique, que présidait le marquis de Villadarias et avec Joaquín María de Múzquiz comme secrétaire, qui disposait de comités locaux dans les municipalités où le carlisme était implanté. On organisa également un réseau de casinos et de centres carlistes pour promouvoir les idées carlistes, stratégie qui fut couronnée de succès étant donné que le carlisme obtint 51 députés au Congrès aux élections générales de 1871. Au cours de ces années, la dénommée « partida de la porra (es) » (« milice de la massue »), groupe d’agitateurs au service du Parti progressiste, mènerait des actions violentes contre la presse et d’autres organisations favorables au carlisme. En août 1870 eut lieu un nouveau soulèvement carliste dans les provinces basques (es) qui fut rapidement écrasé.
En plus d’Aparisi, des penseurs comme Antonio Juan de Vildósola (es), Vicente de la Hoz, Gabino Tejado, Francisco Navarro Villoslada et Bienvenido Comín conseillèrent le prétendant carliste au cours du Sexenio Democrático.
La nomination d’Amédée de Savoie en 1871 comme roi d’Espagne déplut grandement aux catholiques, qui le surnommèrent « hijo del carcelero del Papa » (« fils du gardien de prison du pape ») et le considéraient issu d’une maison usurpatrice affiliée au carbonarisme et à la Franc-maçonnerie. Quelques mois plus tard éclata la troisième guerre carliste, qui durerait jusqu’en 1876 et au cours duquel se succédèrent en Espagne la Première République, la dictature de Serrano et finalement, après le pronunciamiento de Martínez Campos de décembre 1874, la Restauration des Bourbon en la personne d’Alphonse XII, à l’issue de laquelle les carlistes perdirent certains de leurs soutiens.

## Restauration

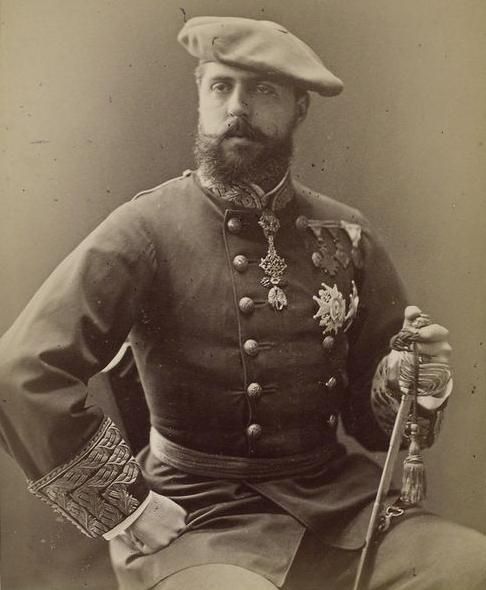
Le prétendant carliste Charles VII.

La défaite militaire de 1876 affaiblit considérablement son potentiel mais ne signifie pas sa disparition. En mars 1876, le prétendant Charles VII publie à Pau un manifeste dans lequel il persiste dans son attitude combattive, à l’issue duquel il doit quitter la France. Il passe par l’Angleterre et réalise plusieurs voyages en Amérique, en Europe, en Afrique et en Asie. Il s’installe finalement à Venise, au Palazzo Loredan dell'Ambasciatore que sa mère lui offre en 1881. Au cours de cette période, il réorganise son parti et charge de nouveau sa direction à Cándido Nocedal, qu’il désigne comme son délégué une fois la guerre terminée.
En 1879, Nocedal réforme le carlisme en mettant en avant son caractère catholique et en s’appuyant sur un réseau de titres de presse favorables qui mènent une politique très agressive, ce qui l’oppose avec des secteurs carlistes partisans d’Union catholique (es), dirigée par Alejandro Pidal — d’où leur surnom de pidalistas —, qui regroupe d’anciens éléments modérés du carlisme qui ne souhaitent pas intégrer le Parti conservateur d’Antonio Cánovas del Castillo. Le roi Alphonse XII tente d’attirer à lui les masses carlistes et conservatrices, en affirmant : « [je serai] catholique comme mes ancêtres et libéral comme mon siècle ». Cette tendance s’incarne dans le « pidalisme », qui revendique l'unité catholique sur le plan religieux. Ce mouvement a comme organe d’expression officiel 
La Unión et est dirigé par les frères Luis et Alejandro Pidal, qui fonde la revue La España Católica.
Depuis le journal El Siglo Futuro, fondé par Cándido et Ramón Nocedal, les carlistes font campagne contre la Constitution de 1876, affirmant que les catholiques libéraux — les « métis », comme ils les appellent — est une aberration monstrueuse, que le libéralisme est incompatible avec le catholicisme et constitue « la synthèse de toutes les erreurs et hérésies » ; selon eux les catholiques ne peuvent militer que dans le parti diamétralement opposé, le carlisme. Avec ces postulats et en s'appuyant sur le Syllabus de Pie IX, ils attirent le vote de la grande majorité du clergé et de nombreux catholiques.

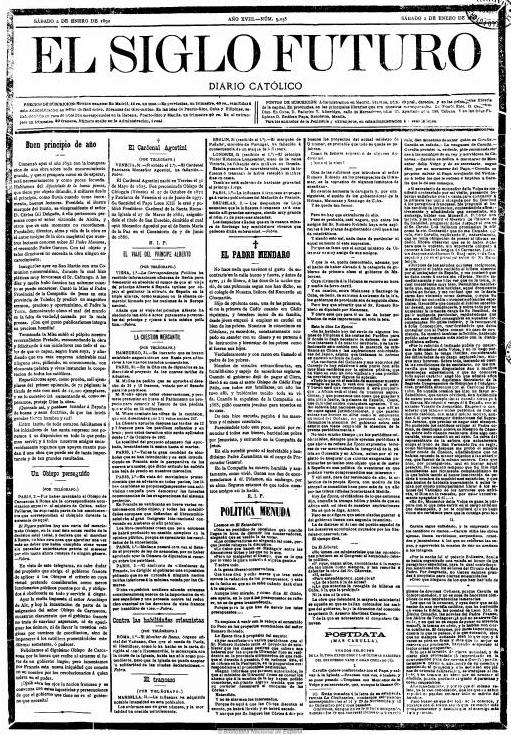
El Siglo Futuro

Le fils de Pedro de la Hoz, Vicente de la Hoz y Liniers, et son beau-frère Antonio Juan de Vildósola (es) fondent le journal  La Fé, continuateur de La Esperanza. En 1881, La Fé accueille favorablement l'idée de collaborer avec les catholiques libéraux dans l’Union catholique, ce qui entraîne une opposition avec El Siglo Futuro. L'un des objectifs de l’Union catholique est de faire en sorte que Nocedal la reconnaisse et qu’il rejoigne son mouvement. Le refus de Nocedal déclenche d’importantes polémiques. La Fé en vient à affirmer que Nocedal représente « le « néo-catholicisme » ingéré dans le vieux parti carliste pour le dominer et le dénaturer ». Début 1884, Alejandro Pidal est nommé ministre du Fomento dans un gouvernement présidé par Cánovas, ce qui conforte dans leur position Nocedal et les carlistes intransigeants, qui disent que ce fait suppose l'acceptation par Pidal du libéralisme politique.
Après la mort de Cándido Nocedal en 1885, on s’attend à ce que son fils Ramón soit désigné son successeur mais Don Carlos préfère assumer lui-même la direction du parti. Au motif de la naissance d’Alphonse XIII en 1886, il publie un manifeste aux Espagnols revendiquant la Couronne espagnole. Peu de temps après, il fait un second voyage en Amérique du Sud et donne une nouvelle organisation à son parti, divisant l’Espagne en quatre grandes circonscriptions et nommant le chef de chacune d’entre elles — León Martínez Fortún, Juan María Maestre, Francisco Cavero (es) et le marquis de Valdespina —, lui conférant un certaine structure militaire (comme le sont tous les chefs). C’est à la même époque qu'est fondée à Madrid la première organisation de jeunesse carliste (Juventud Carlista), présidée par Reynaldo Brea, qui est rapidement suivie de nombreuses autres.

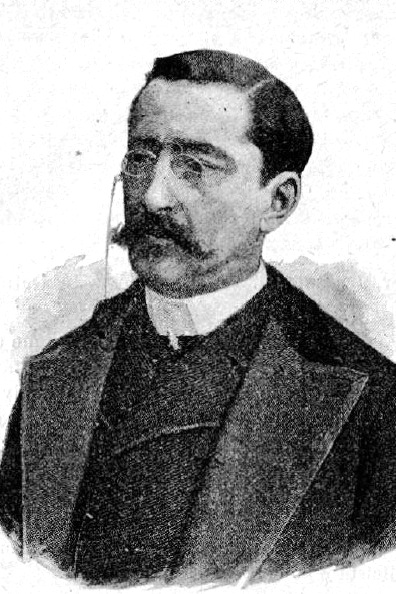
Luis María de Llauder

Depuis El Siglo Futuro, Ramón Nocedal, insatisfait du rôle secondaire auquel il se trouve relégué, ne cesse d'attaquer La Fé, qui représente la tendance belliqueuse du parti carliste. Les appels à la paix de ses partisans de Don Carlos ne sont pas écoutés. En 1888, le dirigeant carliste catalan Luis María de Llauder publie El pensamiento del Duque de Madrid (« La pensée du duc de Madrid »), qui expose la position du prétendant par rapport aux vifs débats qui secouent la presse carliste. Nocedal manifeste son opposition à cette publication, soutenant dans El Siglo Futuro que dans la communion traditionaliste « Dieu » vient en premier, puis la « Patrie » et seulement en dernier le « Roi », en accord avec la célèbre devise, donnant à entendre que Charles de Bourbon commande ou soutient des choses contraires à la religion et à la patrie.
Indigné, le prétendant expulse Nocedal du parti, qui affirme plus tard que Don Carlos s'est libéralisé. Félix Sardá y Salvany combat point par point El pensamiento et à la fin juillet 1888 El Siglo Futuro publie un manifeste — Manifiesto de Burgos, « Manifeste de Burgos » —, reproduit dans de nombreux quotidiens de provinces, présentant le programme du nouveau Parti intégriste, qui soutient « la vérité catholique intègre » et entre autres choses le rétablissement de l’Inquisition[réf. nécessaire].

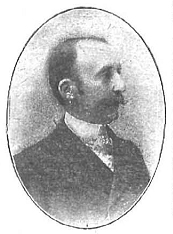
Enrique de Aguilera y Gamboa, marquis de Cerralbo.

Afin de disposer d’un organe de presse fidèle, le prétendant carliste fonde à Madrid, par l’intermédiaire de Llauder, El Correo Español. Début 1890, il nomme le marquis de Cerralbo son délégué dans toute l'Espagne, qui améliore l’organisation du parti, nommant des chefs et des comités régionaux et provinciaux, et fondant de nombreux cercles et groupes de jeunesse. Sa nomination coïncide avec le début des congrès catholiques et la naissance du catholicisme politique militant, sans anti-dynastisme d’aucune sorte, si bien que la position des carlistes pratiquent généralement l'abstention à ce sujet. Ne souhaitant pas renoncer au légitimisme, ils soutiennent que le triomphe total de l'Église ne peut être obtenu qu’à travers celui du prétendant Charles et se montrent très intransigeants, en opposant à la posture du « moindre mal » celle du « plus grand bien ».
Jusqu’alors, le carlisme est le seul parti régionaliste organisé en Espagne, sans attaquer l’unité nationale — « centralisation politique, décentralisation administrative » —. La décentralisation administrative suppose la reconnaissance des fors des différentes régions d’Espagne sur les plans social, civil, budgétaire et administratif. En 1891 est fondée en Catalogne l'Unió Catalanista, non affiliée au carliste et indifférente au principe religieux, qui élabore les Bases de Manresa. Ce projet incarne un autonomisme qui va au-delà de ce que défendent les carlistes, en vertu duquel la Catalogne doit devenir un État à l’intérieur de l’État espagnol. Les carlistes restent à l’écart de cette tendance, qui va contre son programme espagnoliste, mais ils mènent la campagne en faveur des fors au Pays basque et en Navarre.

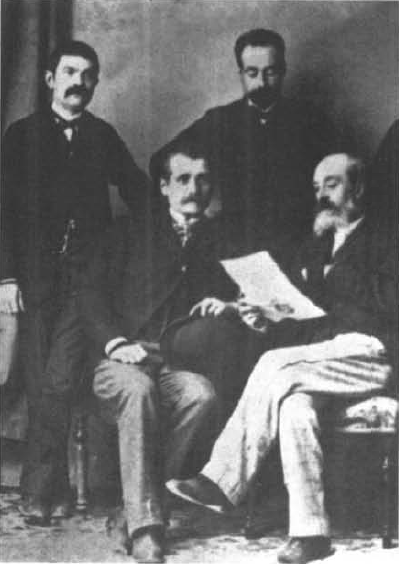
Membres du Comité carliste d'Igualada dans les années 1880.

À partir de 1890, le marquis de Cerralbo est à la tête du carlisme, qu’il reconstruit comme un parti de masses centrée sur des assemblées locales nommées « Círculos » (« Cercles »), dont plusieurs centaines sont fondées dans toute l’Espagne, rassemblant plus de 30 000 associés en 1896. Ces assemblées sont imitées par d’autres forces politiques. En plus d’une activité politique, elles réalisent des actions sociales, ce qui amène le carlisme à une opposition active au système politique de la Restauration. Le parti carliste obtient 5 députés en 1891, 7 en 1893, 10 en 1896, 6 en 1898, 2 en 1899. Aux élections de 1907, les candidats carlistes se présentent dans la coalition Solidaritat Catalana, avec les régionalistes, les intégristes et les républicains nationalistes et fédéraux.
À partir de 1903, Juan Vázquez de Mella, directeur d’El Correo Español, devient le leader parlementaire et principal idéologue du carlisme, avec une importante influence sur la pensée traditionaliste espagnole. Il est le principal rédacteur en 1897 de l'Acte de Loredan (1897), mise à jour programmatique du traditionalisme
Lorsqu’éclate la guerre hispano-américaine en 1898, don Carlos ordonne depuis Bruxelles aux carlistes de ne rien faire qui puisse compromettre le succès de l'Espagne et aux chargés de défendre la souveraineté espagnole sur Cuba et les Philippines d’y contribuer de toutes leurs forces. Il en vient à menacer formellement d’une nouvelle guerre civile si on ne luttait pas pour défendre l’honneur national et dit qu’il ne pourrait assumer la responsabilité historique de la perte de Cuba. Nombreux sont ceux qui pensent que la perte des colonies produirait en Espagne une révolution qui renverserait la dynastie, comme c'est arrivé en France avec la perte de l’Alsace et de la Lorraine en Guerre de 1870. Pour cette raison, après la signature du traité de Paris, considéré comme un déshonneur national, l’opinion générale est que les carlistes vont se lancer dans une nouvelle guerre, profitant du mécontentement au sein de l'Armée et du peuple.
Il y eut des préparations en vue d’un soulèvement et quelques généraux et unités militaires ont des contacts avec les carlistes, mais le gouvernement est informé de la conspiration, le général Weyler s’en retire et les puissances européennes manifestent leur opposition au mouvement, si bien qu’il échoue finalement. Le marquis de Cerralbo quitte le pays, présente sa démission et est remplacé en décembre 1899 par Matías Barrio y Mier. Les jeunesses carlistes attribuent l’échec du soulèvement à l’opposition de Marie-Berthe de Rohan, deuxième épouse du prétendant, dont on dit qu’elle l'a retenu lorsqu’il est parti vers l’Espagne. Certains carlistes que l’occasion qui se présentait était la meilleure occasion pour le triomphe de leur cause et tentent de réaliser le soulèvement sans l'autorisation des principaux chefs du mouvement. Salvador Soliva ourdit une conspiration à Barcelone, qui échoue à cause du manque de réserve et d’organisation de ses auteurs, et en octobre 1900 eut lieu un soulèvement à Badalone, au cours duquel 60 hommes attaquent sans succès la caserne de la Garde civile. Il y a également des tentatives d’insurrection à Igualada, Berga et Piera, et hors de le Catalogne à Jijona et dans la province de Jaén, qui sont défaites rapidement. Cette tentative avortée amène une crise dans le carlisme et motive une réponse répressive du gouvernement, qui interdit toute la presse carliste pendant plusieurs mois et ferme tous ses cercles.

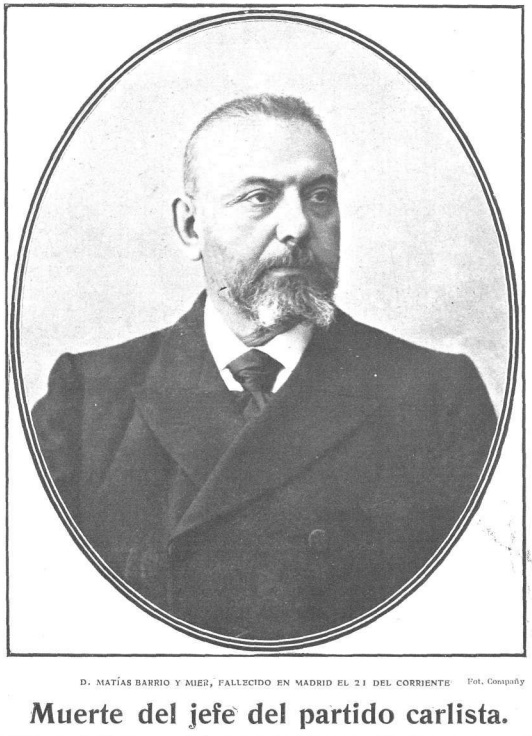
Matías Barrio y Mier

Matías Barrio y Mier, professeur à l’université centrale et député pour Cervera de Pisuerga, parvient à réconcilier le marquis de Cerralbo et Juan Vázquez de Mella avec Don Carlos, qui se traduit dans la candidature de Vázquez de Mella pour Barcelone.
La politique anticléricale du gouvernement et sa persécution des ordres religieux permet un certain regain du carlisme, qui s'allie avec l’intégrisme — mettant fin à l’affrontement entre les deux formations traditionalistes — et même avec les partisans de Silvela afin de combattre les projets du gouvernement libéral José Canalejas, qui s'est proposé d’imiter Waldeck-Rousseau, alors que la presse libérale dit qu'« il n’y a pas de véritable libéralisme sans anticléricalisme ». Au même moment le catalanisme progresse dans les urnes et un nationalisme basque sécessionniste fait son apparition, auquel les carlistes s’opposent dans un premier temps.

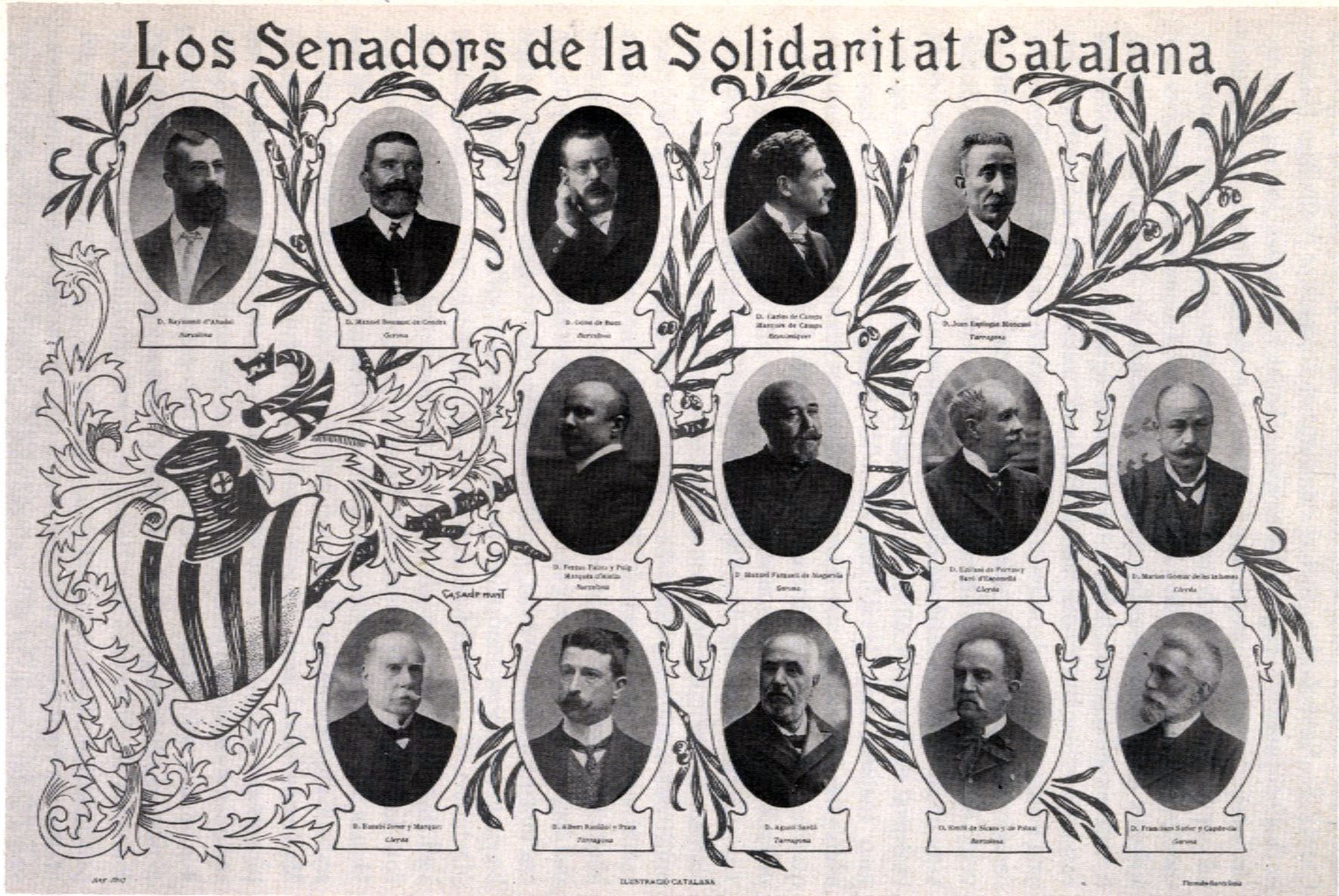
Affiche des sénateurs de la Solidaritat Catalana.

En Catalogne, le républicain Alejandro Lerroux se présente, avec le soutien officieux des gouvernements[réf. à confirmer], comme le garde-fou contre le catalanisme. Contre lui se constitue la coalition Solidaritat Catalana, qui trouve son origine dans le rejet de la Ley de Jurisdicciones, qui place sous juridiction militaire les offenses faites oralement ou par écrit à la patrie ou à l'Armée.
Parmi les carlistes catalans, la question de l'alliance avec les catalanistes suscite des opinions variées. Une partie considère qu’une telle union est contraire aux principes, à l’histoire et au caractère du parti carliste, particulièrement en tenant compte de la tendance anti-religieuse de certains éléments de la coalition. Cependant, El Correo Catalán (es) et quelques politiciens carlistes comme Pedro Llosas Badía, font en sorte que l’on laisse liberté aux carlistes de rejoindre ou non le mouvement selon l'avis du chef régional carliste de Catalogne, José Erasmo de Janer, après avoir consulté Don Carlos, qui s'est montré contraire à la coalition dans un premier temps.
Grâce au succès électoral de Solidaritat Catalana, les carlistes obtiennent 9 députés au Congrès, ce qui suscite un grand enthousiasme dans les rangs traditionalistes, où l’en en vient à croire que la coalition mettrait fin au régime et faciliterait le triomphe du prétendant. Cependant, dans le reste de l'Espagne, l'opinion des carlistes reste opposée à cette compromission des partisans locaux.
Le 17 juillet 1909, le prétendant carliste meurt à Varèse, coïncidant avec la Semaine tragique de Barcelone qui suppose la fin de Solidaritat Catalana, et à l’occasion de laquelle les carlistes se mettent du côté du gouvernement conservateur Maura, qui s'oppose aux projets anticléricaux des libéraux.

### Le jaïmisme

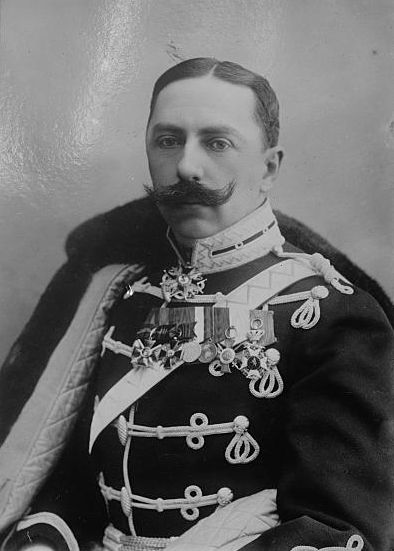
Jacques de Bourbon.

Le 18 juillet 1909, le prétendant carliste Charles VII mourut et c’est son fils Jacques de Bourbon-Parme qui lui succéda, connu sous le nom de Jacques Ier (« Jaime I » en espagnol) et Jacques III (« Jaime III » ou en catalan « Jaume III ») en Catalogne et au Pays valencien. Les carlistes sont alors appelés « jaïmistes » (en espagnol : jaimistas ; en catalan : jaumistes) ou simplement « traditionalistes » ou « légitimistes ». Barrier y Mier était mort le mois précédent et avait été remplacé comme chef délégué du mouvement par Bartolomé Feliú, que Jacques maintint en place.
Le prétendant trouva son parti bien organisé dans toutes les régions et provinces, avec des comités dans presque tous les districts et de nombreux cercles, groupes de jeunesse et requetés dans toute l'Espagne, ainsi que d'abondants organes de presse.
À l’issue des élections générales de 1910, les jaïmistes obtinrent 8 députés au Congrès et 4 sénateurs. Les représentants traditionalistes se consacrèrent principalement à combattre la politique anticléricale du gouvernement Canalejas et de ses alliés républicains, notamment la Ley del candado, interdisant l'implantation de nouvelles congrégations religieuses en Espagne. Les légitimistes organisèrent également des manifestations et meetings dans toute le pays. Les affrontements entre républicains et carlistes étaient courants, surtout en Catalogne. Particulièrement violent fut celui (es) survenu le 28 mai 1911 à Sant Feliu de Llobregat, où près de 500 traditionalistes affrontèrent un peu moins de 300 républicains radicaux, au cours duquel près de 500 coups de feu furent échangés, qui se solda par 6 morts — 3 lerrouxistes, 2 carlistes et un garde municipal — et au moins 17 blessés,. Dès lors, le requeté commença à être organisé comme la branche jeunesse du parti, sous la direction de Joaquín Llorens y Fernández de Córdoba (es).

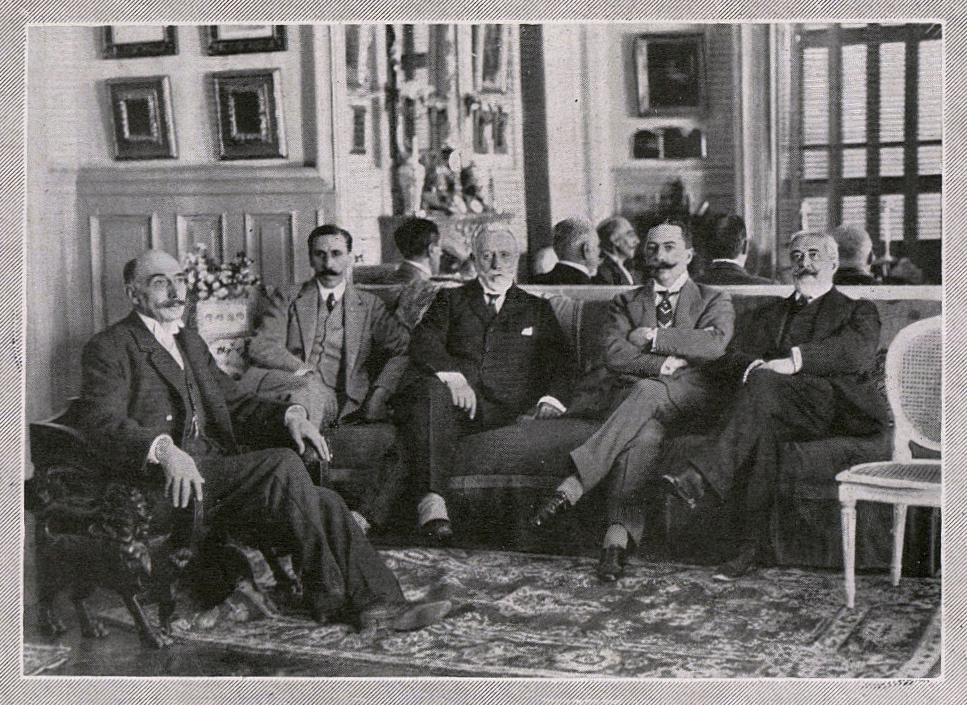
Le prétendant carliste Jacques de Bourbon dans la villa Arbelaïz, à Saint-Jean-de-Luz. De gauche à droite : Joaquín Lloréns, marqués de Córdoba, Tirso de Olazábal y Álvarez de Eulate, Tirso de Olazábal, comte d’Arbelaïz, Jacques de Bourbon-Parme et Francisco de Melgar, comte de Melgar del Rey.

Au début de 1913, le marquis de Cerralbo remplaça le chef délégué Bartolomé Feliú. Sous sa présidence fut constituée une Junta Nacional Tradicionalista (« Comité national traditionaliste »), regroupant les chefs régionaux et les représentants aux Cortès. Lors d’une réunion célébrée à Madrid les 30 et 31 janvier de la même année dix commissions furent désignées (Propagande, Organisation, Cercles et Jeunesse, Requetés, Trésor de Tradition, Presse, Élections, Action sociale, Défense du clergé et Défense juridique des légitimistes poursuivis pour délits politiques) et des règles furent édictées pour la réorganisation du parti dans toute l'Espagne, ce qui permit la fondation de nouveaux cercles traditionalistes et une augmentation du travail de propagande.
Toutefois, le fait que le prétendant ne se mariait pas suscitait l’inquiétude parmi ses adeptes, qui commencèrent à craindre que si leur caudillo n’avait pas de descendant, le parti resterait sans représentant et les droits de la Couronne espagnole échoiraient à la branche régnante, mettant fin au conflit légitimiste à l’origine du mouvement.
Dans une série d’articles et de conférences, Salvador Minguijón (es) commença à soutenir l’idée de la nécessité d’une union des jaïmistes avec les catholiques indépendants et avec le leader conservateur Antonio Maura afin d’implanter un programme minimal, sans s’en prendre à la dynastie en place, et tenter de faire évoluer le régime libéral lentement par des réformes. El Correo Catalán  et d’autres revues appuyèrent cette stratégie, mais de nombreux jaïmistes s’élevèrent contre elle, car il faisait l’impasse sur la question des droits de succession du prétendant et qu’ils concevaient ce programme et l’alliance avec les catholiques libéraux comme une capitulation et un abandon du caractère militaire du parti. Ils virent dans ce qui fut nommé le minguijonismo un nouveau nocedalismo, mais avec une tendance dynastique et libérale plus marquée qui le rapprochait du pidalismo.

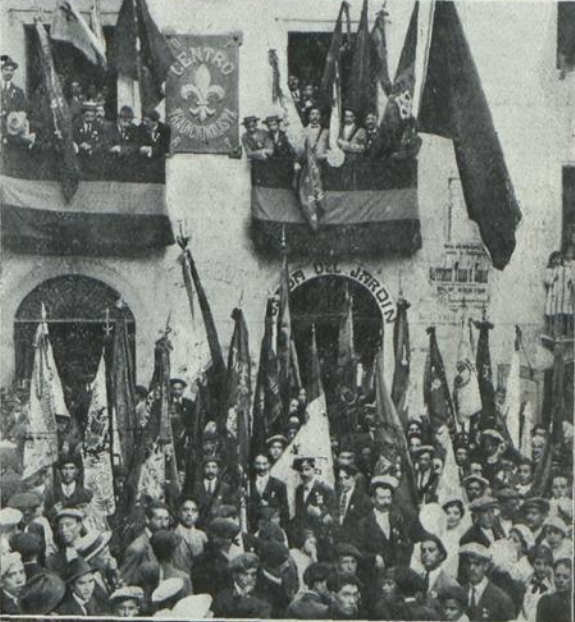
Cercle traditionaliste à Capellades (1915)

En 1914 Don Jaime déclara lors d’une interview à Paris qu’« il ne concevait pas de nouveaux partis et que même si le sien pouvait se renforcer avec de nouveaux éléments, il ne pourrait jamais perdre son caractère ; qu’il avait hérité des devoirs et qu’on ne pouvait renoncer à ses devoirs ». Toutefois, El Correo Catalán continua de soutenir les tendances de Minguijón et lors d’un congrès de jeunesses célébré à Barcelone on en vint à parler sérieusement du fait que Don Jaime devait renoncer à ses droits, venir en Espagne et se mettre à la tête d’un nouveau parti en accord avec les nouvelles tendances réformistes.
En Catalogne, l'alliance avec le catalanisme provoqua un affrontement au sein du parti, de nombreux partis du reste de l’Espagne et une partie des Catalans s’y montrant opposé. Le directeur de El Correo Catalán, Miguel Junyent, maintenait une étroite alliance avec la Lliga Regionalista, de sorte qu’aux élections le journal suivait la ligne marquée par la Lliga en matière régionaliste. Les jaïmistes catalans contraires à cette alliance étaient menés par Dalmacio Iglesias. En 1915 ils firent parvenir au prétendant un message, auquel se rallièrent quelques cercles traditionalistes de Barcelone (mais pas le cercle central) et de Catalogne, où ils demandaient l’indépendance politique du parti. Pour défendre la tendance du dénommé « légitimisme pur », Iglesias fonda le journal El Legitimista Catalán. Toutefois Iglesias ne rencontra pas de succès suffisant et le marquis de Cerralbo le désaccrédita indirectement en envoyant un télégramme à Junyent dans lequel il déclarait rebelles tous ceux qui célèbreraient des assemblées non autorisées par le chef régional.

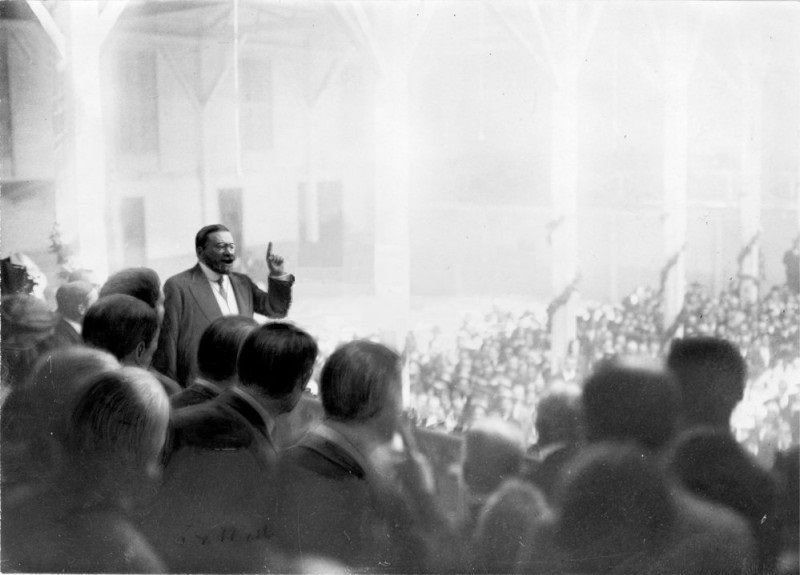
Juan Vázquez de Mella durant un discours en 1916.

La nouvelle orientation donnée aux élections de la part du Comité national ne fut pas attaquée par celui de Catalogne, ce qui motiva la nomination d’un nouveau comité régional, qui prit ses distances avec la Lliga. En juin 1916, Juan Vázquez de Mella prononça un discours au Congrès dans lequel il mettait en évidence la différence entre l’autonomisme des catalanistes (un « nationalisme régionaliste ») et l’autarcie (un « régionalisme national ») défendue par les jaïmistes. Mella étant le théoricien du parti, son approche était incorporée au programme traditionaliste. Toutefois El Correo Catalán s’opposa à la nouvelle direction et, dans le but de parvenir à un accord, un comité d’action politique fut fondé, comme établit comme norme « ni toujours avec la Lliga, ni toujours contre la Lliga », mais plutôt des alliances conjoncturelles, sur la base d’un « régionalisme confesionnel, catholique et espagnol ». L’Assemblée des parlementaires catalans (es) de 1917 et la grève générale révolutionnaire de juillet 1917, achevèrent d’éloigner une bonne partie des jaïmistes de la Lliga, mais pas El Correo Catalán.

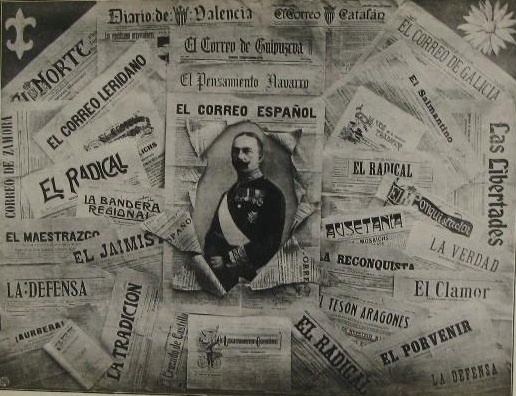
En 1914 étaient édités en Espagne 38 périodiques jaïmistes et 9 intégristes. La presse traditionaliste, et en particulier El Correo Español, joua un rôle de premier plan dans la campagne espagnole germanophile durant la Première Guerre mondiale.

Dans les provinces basques et en Navarre des agitations de caractère nationaliste éclatèrent également, si bien que le marquis de Cerralbo, dans une lettre adressée au marquis de Valdespina (es), chef provincial légitimiste du Guipuscoa, définit que, en tant que parti foraliste, le parti jaïmiste était régionaliste, mais défendait l’unité de l'Espagne qu'il était « incompatible avec les régionalismes libéraux ».
En 1918, Dalmacio Iglesias s’opposa au projet de statut d’autonomie (en) élaboré par les catalanistes qui établissait un État catalan, alléguant qu’il était de nature libérale et aconfessionnel. La campagne contre le statut fut autorisée par les autorités et par la presse du parti, à l’exception de El Correo Catalán et de quelques autres périodiques. En novembre de la même année, la pastorale collective des évêques de Catalogne déclarait que « Jésus-Christ a droit absolu sur les peuples dans l'ordre politique » et réprouvait les tendances neutres relatives à la religion.
En plus de ces luttes internes du jaïmisme, une autre eut lieu qui divisa définitivement le parti. Lors de la Première Guerre mondiale, les jaïmistes, sous la houlette de Vázquez de Mella, se rangèrent du côté des empires centraux, alléguant que le Royaume-Uni et la France avaient été les promoteurs du libéralisme et les ennemis du pouvoir espagnol. Ils réalisèrent ainsi une campagne active pour la neutralité de l'Espagne, contre ceux qui prétendaient qu’elle rejoigne les alliés, menaçant d’une guerre civile si le gouvernement intervenait dans le conflit

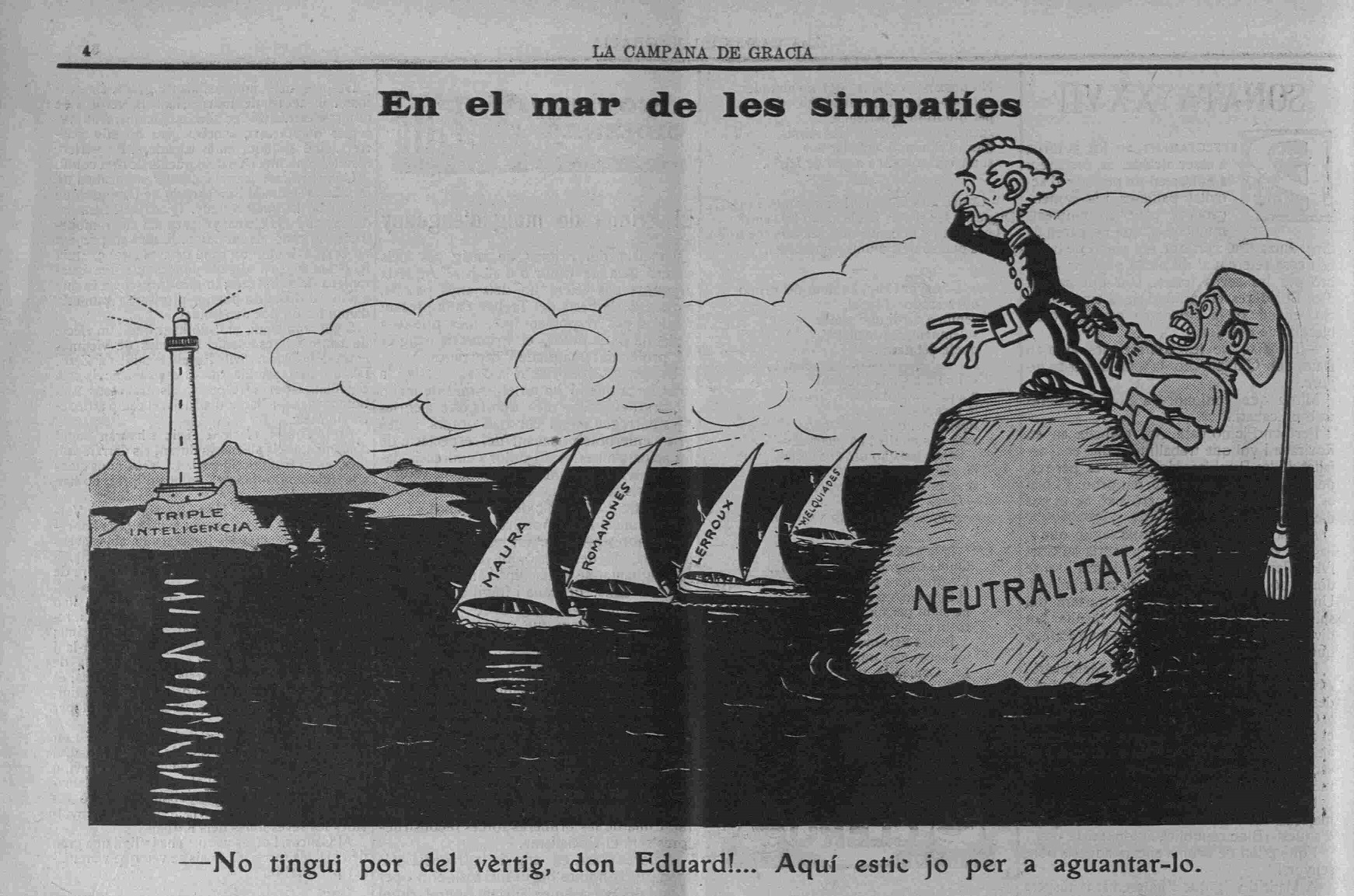
Caricature parue dans la revue La Campana de Gracia en 1915, durant le gouvernement Dato, qui présente les carlistes comme protecteurs de la neutralité espagnole dans la Première Guerre mondiale contre la sympathie pour la Triple-Entente des chefs des partis libéraux, Maura, Romanones, Lerroux et Melquíades Álvarez.

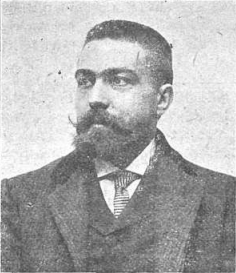
Miguel Junyent

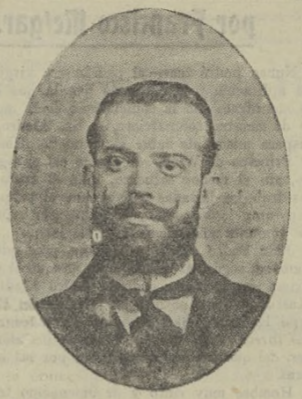
Dalmacio Iglesias.

Pendant la Grande guerre, Don Jaime vécut assigné à résidence dans l'Empire austro-hongrois à cause de son soutien à la France et aux alliés, presque sans aucune communication avec la direction politique jaïmiste en Espagne, qui restait dirigée par le germanophile Vázquez de Mella. À la fin de la guerre, le prétendant fit rédiger depuis Paris un manifeste, daté du 30 janvier 1919, dans lequel il affirmait que ses ordres n'avaient pas été suivis et que c’est contre sa volonté que l'on avait tenté d'attirer les masses à la cause des empires centraux, et qu’une réorganisation complète du parti était dès lors nécessaire. Ce faisant, il réprouvait publiquement la ligne suivie par Mella, Cerralbo et toute la direction du parti.
Après avoir pris connaissance du manifeste, la Junte nationale décida le 5 février de suspendre sa publication jusqu’à ce qu’une commission interne puisse s’entretenir avec Don Jaime, mais cette commission ne put obtenir de visas de passeport et le prétendant ordonna la poursuite de la diffusion du texte. Tous les rédacteurs d’El Correo Español qui sympathisaient avec Mella furent expulsés et le prétendant ajouta que, concernant les principes et la conduite de ceux qui le reconnaissaient comme chef, il était « le seul juge compétent », affirmation que les mellistas virent comme une forme d'absolutisme césariste, contraire au modèle de la monarchie traditionnelle. Dans cette situation, les membres du comité décidèrent à l'unanimité qu’ils ne pouvaient accepter la conduite et les principes de Don Jaime, si bien qu'ils décidèrent de maintenir le parti en passant outre le prétendant. Mella publia même un article attaquant Don Jaime dans El Debate.
Pour leur part, Miguel Junyent et les participants à El Correo Catalán se montrèrent favorables au prétendant et contraire aux mellistes et facilitèrent la rupture définitive du parti. En 1919, l’Aragonais Pascual Comín y Moya fut nommé représentant (« secrétaire ») de Don Jaime. Bien que le prestige de Comín permit au parti de ne pas se décomposer totalement et le maintien d’importants noyaux de militants, il resta en poste peu de temps. Don Jaime avait besoin d’une personne plus jeune pour mener le dur travail de réorganisation, si bien qu’en 1919 Luis Hernando de Larramendi (es), avocat, écrivain et orateur qui s’était distingué dans la Juventud Tradicionalista de Madrid (« Jeunesse traditionaliste de Madrid »), fut désigné secrétaire général. Il entreprit de réorganiser le parti mais dut faire face à de grandes difficultés, étant donné qu’il y avait des affrontements y compris parmi ceux restés loyaux au prétendant.[réf. nécessaire]
Afin de réorganiser le parti, les jaïmistes célébrèrent une grande assemblée à Biarritz le 30 novembre 1919, présidée par Don Jaime lui-même, au cours de laquelle le docteur José Roca y Ponsa fit une intervention remarquée. Larramendi put présenter la nouvelle structure de la Communion traditionaliste et il parvint grâce à son activité à réunir certains éléments qui s’étaient éparpillés, bien que le parti n’eût plus la vigueur des années précédentes. La représentation parlementaire des jaïmistes se trouva réduite à un petit nombre de députés et sénateurs. Lorsque la direction de Larramendi prit fin en 1922, le mouvement avait perdu de l’importance, mais disposait de jeunesses dynamiques, particulièrement dans les régions où scission melliste avait eu le moins de conséquences, en Catalogne et en Navarre.

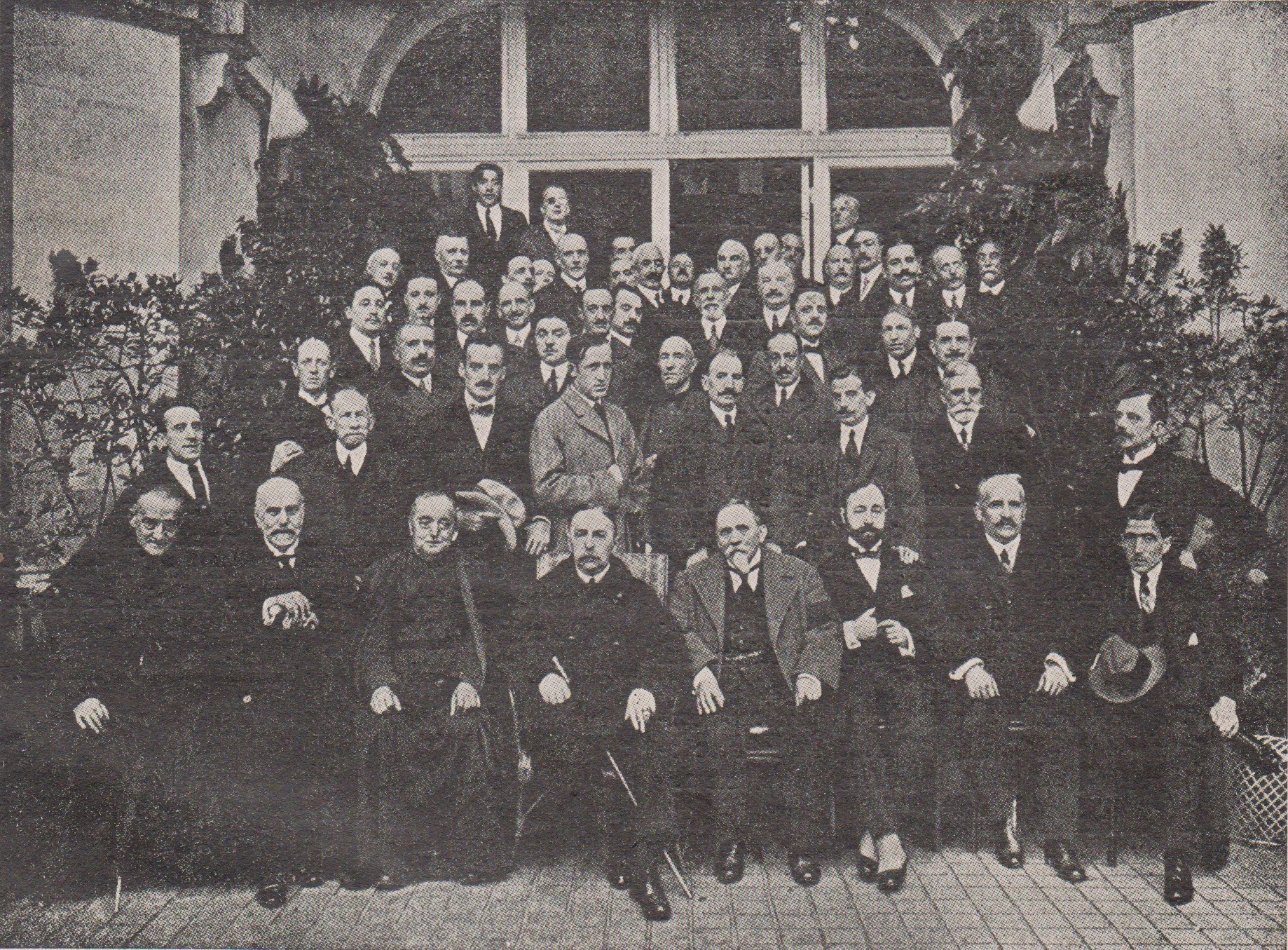
Junta Magna (Grand Comité) de Biarritz de la Communion catholico-monarchique présidée par le prétendant Don Jaime (1919).

Vázquez de Mella et ses partisans fondèrent à Madrid le journal El Pensamiento Español, continuateur de la ligne éditoriale de El Correo Español, et fondèrent le Parti catholico-traditionaliste (es), qui chercha aussi à réunir les intégristes et les catholiques sociaux (es). El Correo Español, qui resta dans les mains des jaïmistes, perdit une bonne part de ses souscripteurs et disparut deux ans plus tard, en 1921.
Les jaïmistes, sous le contrôle direct du prétendant, qui montrait beaucoup d’intérêt pour la question sociale, défendraient des postures proches de celles du Français Charles Péguy ou du distributionnisme anglais, s’inspirant de la doctrine sociale de l'Église, et mirent en avant le caractère foraliste du parti.
Aux élections générales de 1919, les jaïmistes catalans Bartolomé Trías et Narciso Batlle et le Navarrais Joaquín Baleztena (es), en plus de deux mellistes, Luis García Guijarro (es) et José María de Juaristi, et un intégriste, Manuel Senante, furent élus députés. Au Sénat furent élus deux jaïmistes, 3 mellistes et intégristes.
Les mellistes catalans célébrèrent en mai 1920 une assemblée à Badalone au cours de laquelle ils nommèrent les comités régional et provinciaux, mais de nouvelles dissidences se firent jour. Le long délai avant la célébration de l'assemblée nationale et la publication du programme poussa certains éléments à tenter de les mener eux-mêmes. Quelques traditionalistes réunis à Saragosse sans Mella ne firent en pratique rien et n’eurent pas d'autorité suffisante pour définir eux-mêmes une norme, et n’étaient pas assez nombreux pour atteindre leurs objectifs. De nombreux traditionalistes mellistes, voyant que l'occasion de former un grand parti avait été perdue, abandonnèrent la politique, et peu à peu le mouvement se désarticula totalement. Une bonne partie des anciens cercles et journaux jaïmistes disparurent et le mellisme s’éteignit avec la mort de Vázquez de Mella en février 1928.
En 1920 le carlisme souffrit encore plusieurs scissions importantes, du secteur dirigé par  Minguijón, Severino Aznar (es) et Inocencio Jiménez, qui fondèrent avec Ángel Ossorio y Gallardo le Parti social populaire (es), d’idéologie démocrate chrétienne, et de celui autour du Diario de Valencia, anciennement fervent partisan du jaïmisme et mené par Manuel Simó Marín (es) et Lluís Lúcia, qui perdit rapidement ses traits traditionalistes, reconnaissant la monarchie alphonsine puis la Seconde République. Ce groupe fut à l'origine du parti Droite régionale valencienne en 1930.

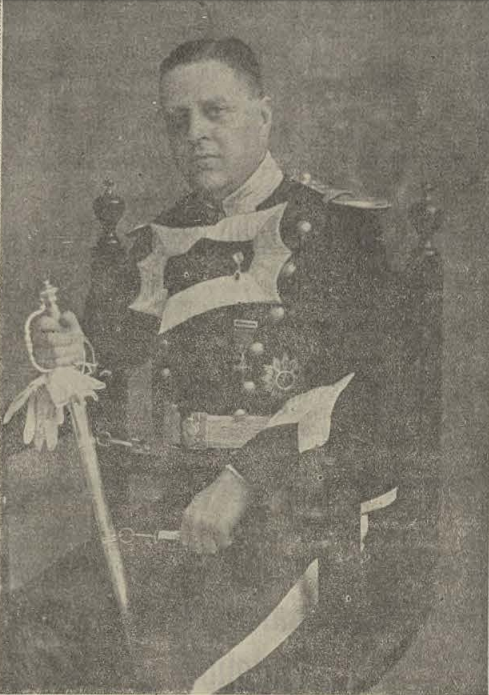
José Selva Mergelina, marquis de Villores.

C’est durant cette période de fragmentation du carlisme que se constituèrent dans le Cercle central traditionaliste de Barcelone les premiers Syndicats libres, qui affrontèrent les anarchistes de la Confédération nationale du travail et commirent de nombreux actes violents, y compris des assassinats. Ses fondateurs avaient été des ouvriers jaïmistes, mais tous les affiliés au syndicat n'étaient pas liés au carlisme.
Aux élections de décembre 1920, trois députés jaïmistes — parmi lesquels Batlle et l'intégriste Manuel Senante — et cinq sénateurs traditionalistes — parmi lesquels le jaïmiste Trías et le meilliste Ampuero — furent élus.
En 1922, Hernando de Larramendi renonça à sa charge et le Valencien José Selva Mergelina (es), marquis de Villores, lui succéda. La situation espagnole inquiétait tant le prétendant qu’il fit venir à Paris plusieurs jaïmistes importants avec qui il s'entretint personnellement. Les jeunesses jaïmistes se réunirent à Saragosse pour parvenir à des accords importants. Le marquis de Villores centralisa la direction de la Communion à Valence, où il résidait. Grâce à son travail il parvint à ranimer le mouvement dans la région et de réorganiser le parti au Guipuscoa, en Biscaye et à La Rioja, mais la dictature de Primo de Rivera suivie de la période pré-révolutionnaire qui déboucha sur la proclamation de la Seconde République en 1931 furent sources d’autres difficultés.
Don Jaime était informé de la préparation du coup d'État de septembre 1923 par l’intermédiaire du colonel Arlegui, qui était impliqué  avec le général  Martínez Anido. Lorsque le coup fut déclenché, les jaïmistes du Requeté et les Syndicats libres collaborèrent avec les militaires à Barcelone. Quelques jaïmistes croyaient en la possibilité qu’Alphonse XIII abandonne l'Espagne, comme le lui conseilla Manuel García Prieto, et que Don Jaime fasse son entrée en Espagne et soit reconnu comme roi, coïncidant avec le coup militaire. Si Primo de Rivera, à la tête du pronunciamiento, était alphonsin, le général Sanjurjo et Arlegui étaient partisans du prétendant carliste.
Toutefois, le Directoire militaire qui fut formé pour gouverner la dictature traita les traditionalistes comme les autres partis et, bien que Don jaime se soit montré initialement confiant dans le nouveau régime, la majorité des jaïmistes s’en maintinrent éloignés. En 1925, Don Jaime publia un manifeste critique envers la dictature et celle-ci entama une répression des actes et cercles jaïmistes, qui passèrent dans l'opposition au régime et virent leurs forces très diminuées.
Pour leur part, les meillistes s’intégrèrent dans l'Union patriotique, car ils considèrent qu'avec la reconnaissance de la liberté de l'Église, la protection de cette dernière et le rétablissement des principes d’ordre et d'autorité, une bonne partie du programme traditionaliste avait été reconnu,.

## Seconde République

En 1935, la Communion traditionaliste fit sienne l'emblème du Requeté, la Croix de Bourgogne, drapeau de l’Armée des Flandres.

À l’arrivée de la République, le carlisme se trouvait très affaibli. Don Jaime publia un manifeste au motif de la proclamation de la Seconde République dans lequel il conditionnait son soutien au nouveau régime à l’évolution de ce dernier, affirmant que si elle suivait un cap révolutionnaire et non modéré, il lutterait jusqu’à la mort « contre le communisme inhumain à la tête de tous les patriotes ». Par la suite les carlistes adopteraient une position définie vis-à-vis de la République.
La proclamation du nouveau régime favorisa l’apparition de nouveaux périodiques jaïmistes dans diverses régions d’Espagne : en 1931 furent fondés à Barcelone l'hebdomadaire Reacción, à Pampelune La Esperanza, à Saint-Sébastien La Tradición Vasca, à Bilbao El Fusil et à Lérida El Correo de Lérida. Ils s’ajoutèrent à d’autres déjà existants : le prestigieux quotidien El Correo Catalán (es) de Barcelone, El Pensamiento Navarro (es) de Pampelune, et les hebdomadaires El Cruzado Español (es) de Madrid, El Tradicionalista de Valence, La Verdad de Grenade, La Tradición de Tortosa, La Comarca de Vich, Joventut de Valls et Seny de Manresa, entre autres. Les responsables d’El Cruzado Español, héritier de l’ancien El Correo Español, tentèrent de transformer de nouveau leur journal en organe officiel du parti, mais ce fut finalement le vieux titre intégriste El Siglo Futuro qui assuma ce rôle. Au cours de la République, d’autres revues favorables à la Communion traditionaliste firent leur apparition.
La nouvelle situation en Espagne permit le rapprochement entre jaïmistes, mellistes et intégristes, qui commencèrent à agir ensemble. Toutefois, aux élections constituantes de 1931, il se présentèrent sans avoir encore formalisé leur réunification. Les jaïmistes obtinrent 4 députés — le comte de Rodezno, Joaquín Beunza, Julio de Urquijo et Marcelino Oreja (es) —, dans une coalition basco-navarraise avec le Parti nationaliste basque, dont l’intégriste Manuel Senante fut exclu par les nationalistes car il n’était pas basque de naissance. Les intégristes obtinrent 3 députés — José María Lamamié de Clairac, Ricardo Gómez Rojí et Francisco Estévanez Rodríguez (es) — en coalition avec les agrariens. À cette minorité traditionalistes se joignit ensuite le député élu pour l’Alava, José Luis Oriol.
Don Jaime mourut à Paris le 2 octobre 1931 à la suite d’une chute de cheval. Son oncle Alphonse-Charles de Bourbon, frère de Charles VII lui succéda à la tête du carlisme. En dépit de ses 82 ans, il accepta de diriger le parti, affirmant agir pour remplir son devoir.

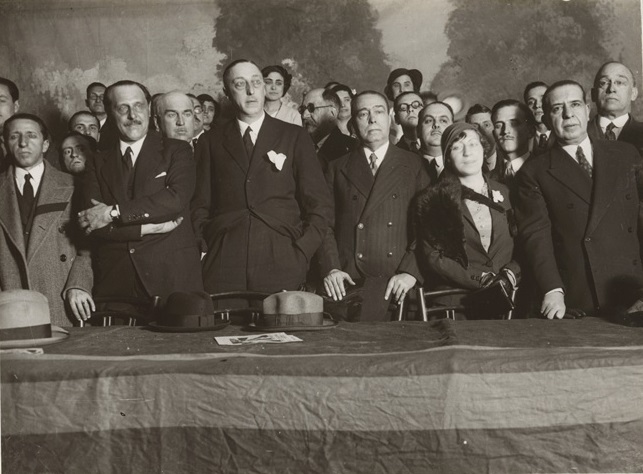
Meeting traditionaliste au Théâtre Bosque de Barcelone (1932).

Don Jaime avait maintenu des conversations avec Alphonse XIII pour la réunification de deux branches respectives de la maison de Bourbon, et menèrent à la proposition de nommer Jacques chef de la dynastie en échange de la nomination de l'infant Juan, fils d’Alphonse, comme héritier. Les négociations prirent fin brusquement avec la mort de Don Jaime, qui avait signé avec Alphonse un accord à Fontainebleau, mais Alphonse-Charles décida de ne pas le confirmer tant qu’il n’était pas sûr qu’il préservait les principes traditionalistes. Finalement aucun accord définitif ne fut approuvé avec la dynastie alphonsine.
Les intégristes réintégrèrent le carlisme à la fin de 1931. En janvier de l'année suivant, le prétendant Alphonse-Charles réorganisa la Communion traditionaliste avec un Comité suprême sous la présidence du marquis de Villores, dont firent partie le comte de Rodezno, Juan María Roma et Joaquín Beunza (anciens jaïmistes) Manuel Senante et José María Lamamié de Clairac (anciens intégristes) et José Luis Oriol (ancien mauriste). En mai 1932, le marquis de Villores mourut et fut remplacé par le comte de Rodezno à la présidence du Comité. Au cours de cette période le carlisme, en tant que mouvement contre-révolutionnaire entièrement opposé à la République, acquit une nouvelle vigueur dans toute l'Espagne, très supérieure à celle qu’il avait eue dans les années précédentes.[réf. nécessaire]

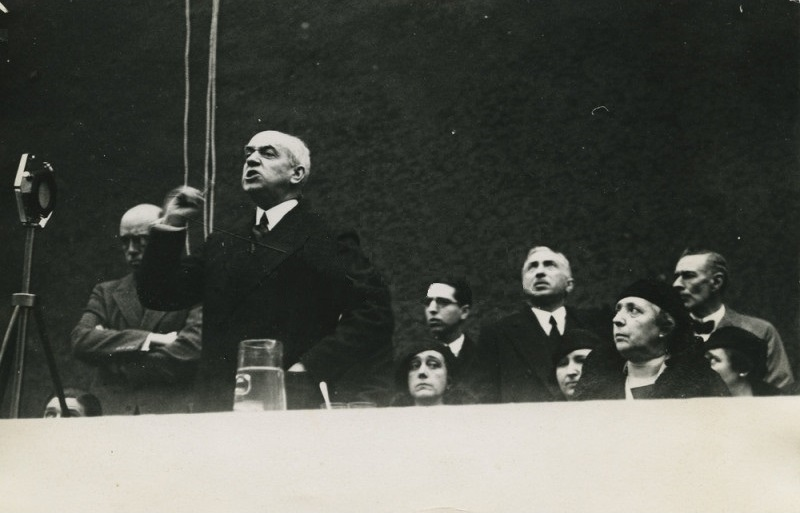
Discours de Joaquín Beunza à Bilbao (1932).

Le climat de tension et de radicalisation vécu depuis la fin de la dictature de Berenguer et le début de la République se traduisit dans d’incessants affrontements de rues. Le 17 janvier 1931 fut célébré à Bilbao un meeting traditionaliste qui dégénéra en affrontements avec des socialistes et des républicains qui se soldèrent par 3 morts socialistes. À Pampelune également, une altercation entre carlistes et socialistes se solda par la mort de deux des derniers en 1932, et plusieurs autres dans une autre à Letux (province de Saragosse), parmi lesquels le maire de la localité. En 1933, des incidents eurent lieu à Madrid, Saragosse et Fuencarral.
Le marquis de Villores mourut en 1932, lorsque les campagnes de propagande traditionalistes avaient étendu la vitalité de la Communion dans toutes les régions d'Espagne. L'anticléricalisme du premier biennat de la République (es) poussa de nombreux catholiques opposés à la laïcité et au marxisme à rejoindre le traditionalisme. Le carlisme entra dans une phrase de forte expansion de son activité et du nombre de ses cercles. Les premières sections féminines — les « Margaritas » — furent créées. La Communion traditionaliste bénéficia d’un soutien important au Pays basque, en Navarre, en Catalogne mais aussi en Andalousie, où rapidement l'avocat Manuel Fal Conde, issu de l'intégriste, commença à être remarqué.

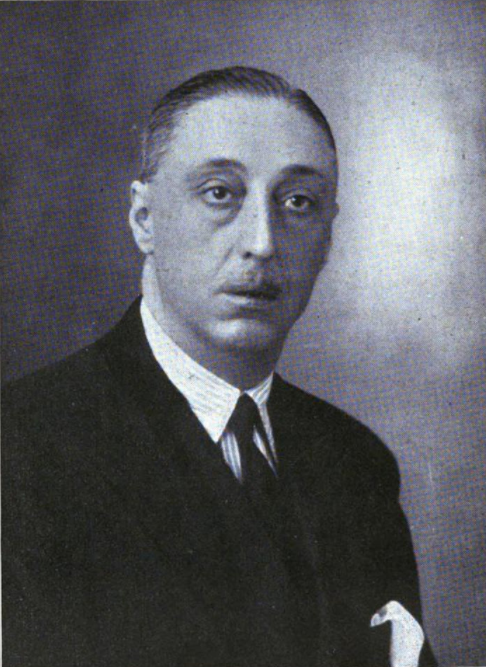
Tomás Domínguez Arévalo, comte de Rodezno

Le 10 août 1932 eut lieu la Sanjurjada, tentative de coup d'État menée par le général Sanjurjo à Séville et Madrid. Bien que le carlisme fût pas formellement engagé, de nombreux traditionalistes y participèrent et leurs groupes de jeunesse se livrèrent à des affrontements sérieux avec les partis de gauche. À Madrid, trois carlistes, deux militaires et un étudiant, moururent dans la fusillade. À la suite des évènements d’août, le gouvernement prit d'importantes mesures contre les partis de droite, suspendit les périodiques carlistes et fit incarcérer un grand nombre d'affiliés traditionalistes. De plus, malgré le timide support initial de certains carlistes au statut d’autonomie de la Catalogne, le parti finit par s’y opposer. Les carlistes de l'Alava et de Navarre s’opposèrent également au projet de statut basco-navarrais, rompant par là leurs relations avec le PNV.
Aux élections générales de 1933, les traditionalistes conclurent un accord avec le parti monarchiste Rénovation espagnole, dirigé par Antonio Goicoechea, pour former une coalition, Traditionalistes et Rénovation espagnole (TYRE), dans les listes de laquelle furent élus 21 candidats traditonalistes, dans 15 provinces : Rodezno, Esteban Bilbao, Luis Arellano et Javier Martínez de Morentín pour la Navarre ; José Luis Oriol, pour l’Alava ; Marcelino Oreja, pour la Biscaye ; Francisco Estévanez (es) pour Burgos ; Miguel Martínez de Pinillos et Juan José Palomino pour Cadix ; Miguel de Miranda pour Logroño ; Romualdo de Toledo  pour Madrid ; José Luis Zamanillo  pour Santander ; l’ouvrier Ginés Martínez Rubio et Domingo Tejera (es)  pour Séville ; Lamamié de Clairac pour Salamanque ; Jesús Comín (es) et Javier Ramírez Sinués pour Saragosse ; le baron de Cárcer pour Valence ; Joaquín Bau pour Tarragone ; Casimiro de Sangenís  pour Lérida ; Gonzalo Merás (militant traditionaliste et d’Action populaire (es) simultanément) pour Oviedo. Tous ensemble, ils formeraient la minorité traditionaliste au Congrès. L’alliance entre le Parti républicain radical et la CEDA et le sentiment face à la menace marxiste entraîna la radicalisation de ses bases et poussa la Communion traditionaliste vers des positions d’extrême droite.

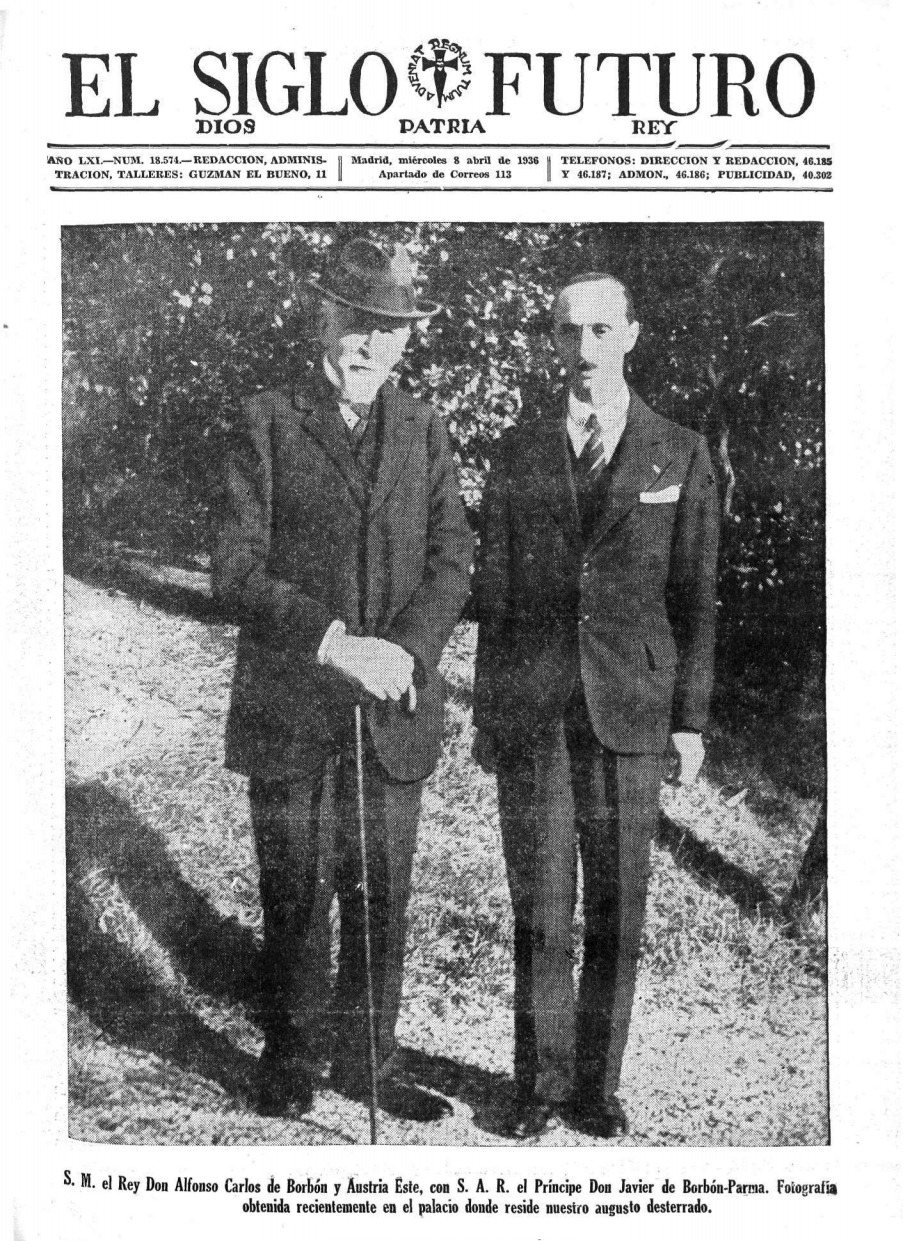
Une d’El Siglo Futuro du 8 avril 1936 avec Alphonse-Charles de Bourbon, prétendant carliste et chef de la Communion Traditionaliste, et son successeur François-Xavier de Bourbon-Parme (futur prétendant sous le nom de Xavier Ier.

Après une tentative échouée de rapprochement avec le roi détrôné Alphonse XIII et en raison de divergences stratégiques avec Rodezno en rapport avec cette stratégie, Alphonse-Charles supprima la Junte suprême et désigna en mai 1934 Manuel Fal Conde, plus combattif et hostile au rapprochement avec les alphonsins, secrétaire général de la Communion traditionaliste. Sa première intervention publique importante aurait lieu lors de la concentration de Potes. En avril de cette même année, Fal Conde avait déjà fait preuve de ses qualités de leader en tant que chef traditionaliste de l'Andalousie occidentale (es), en organisant la concentration et la revue des troupes de Requetés sévillans dont le défilé constitua une démonstration de force du carlisme andalou face à la République. Les revues traditionalistes, spécialement El Siglo Futuro, le comparèrent alors avec le caudillo carliste navarrais Tomás de Zumalacárregui. Grâce au travail de Fal Conde, le carlisme andalou, sans tradition jusqu’alors, avait connu un essor très important et l’Andalousie en vint à être appelée la « Navarre du Sud », avec 4 députés traditionalistes élus dans la région.[réf. nécessaire]
Tout au long de 1934, Fal Conde s’occupa de l’organisation du mouvement relativement à la jeunesse, la presse, la propagande, la trésorerie et les requetés. Au cours de la révolution de 1934, les carlistes asturiens, catalans et basques se rangèrent du côté du gouvernement central et s’affrontèrent avec les révolutionnaires, ce qui se solda par plusieurs assassinats de personnes issues des rangs du carlisme : le député Oreja à Mondragón, José Marta, curé de la paroisse de Nava, le vétéran de la troisième guerre carliste Emilio Valenciano à Olloniego, César Gómez à Turón, Carlos Larrañaga, ancien maire d’Azpeitia à Éibar, entre autres. À partir des évènements révolutionnaires d’octobre, les carlistes se livrèrent à la conspiration et à l’action directe contre la République, considérant que la seule sortie possible au régime républicain était l’insurrection armée, ce qui se manifesta à travers la réorganisation du Requeté.

Variante des armoiries de l'Espagne en vigueur durant la Restauration, auxquelles fut incorporé le Sacré-Cœur de Jésus. Ce blason fut très utilisé par le carlisme durant la guerre civile et dans l’après-guerre.

À la fin de 1934, le monarchiste alphonsin José Calvo Sotelo, leader de Renovación Española, proposa aux traditionalistes une collaboration plus étroite dans le cadre de la coalition d’extrême droite du Bloque Nacional (es) (« Bloc national »), que les carlistes acceptèrent tout en maintenant l’independance de leur parti. Les plus enthousiastes partisans du Bloque étaient Víctor Pradera et le comte de Rodezno.
Face au processus de rapprochement avec les alphonsins, un secteur du carlisme, le Cruzadismo (es), dont l’organe de presse était El Cruzado Español (es), séparé de la Communion traditionaliste en octobre 1932, les autres branches bourbonniennes étant discréditées à leurs yeux à cause de leur « libéralisme » et en accord avec la Pragmatique Sanction de 1713, défendit l’idée que les droits dynastiques correspondraient par voie féminine à la fille aînée du prétendant Charles VII, ce qu’Alphonse-Charles refusa. En raison de son âge avancé, de l’absence de descendance et de la rupture de ses liens avec les alphonsins, il confirma son rejet de la branche alphonsine et désigna en janvier 1936 son neveu par alliance François-Xavier de Bourbon-Parme comme régent, jusqu’à ce que la question successorale soient élucidée.
L’importante activité traditionaliste au cours de cette période eut pour conséquence la formation de requetés dans toutes les régions espagnoles sous la direction du député Zamanillo. En 1935, d’importantes concentrations carlistes furent convoquées, 30 000 jeunes catalans à Poblet et 40 000 à Montserrat, où Fal Conde déclara : « si la révolution veut nous emmener à la guerre, guerre il y aura ». Peu après, 8 000 requetés navarrais manœuvraient à Villava, démontrant leurs capacités d’organisation. Le 20 décembre 1935, Alphonse-Charles nomma Fal Conde au poste de délégué royal (« Delegado Regio »), avec une assemblée de conseillers composé par Bilbao, Senante, Lamamié de Clairac, Lorenzo María Alier et Luis Hernando de Larramendi (es).
Bien qu’étant pleinement impliqués dans les projets de conspiration militaires, les carlistes participèrent aux élections générales de février 1936 dans la coalition des droites — Front national contre-révolutionnaire (es) et Front catalan d'ordre (es) — contre le Front populaire, et 15 députés traditionalistes furent élus : Rodezno, Martínez de Morentín, Arellano, Oriol, Estévanez, Joaquín Bau, Lamamié de Clairac, Ginés Martínez, Sangenís, Jesús Comín, José María de Orbe y Gaytán de Ayala (es), José María Araúz de Robles, José María Valiente, Jesús Elizalde, et Jesús Requejo. Cependant, l’élection de Grenade, où avait été élu Araúz de Robles, fut annulée par le gouvernement, qui annula également les élections de Lamamié de Clairac y Estévanez[pas clair].

## Guerre civile

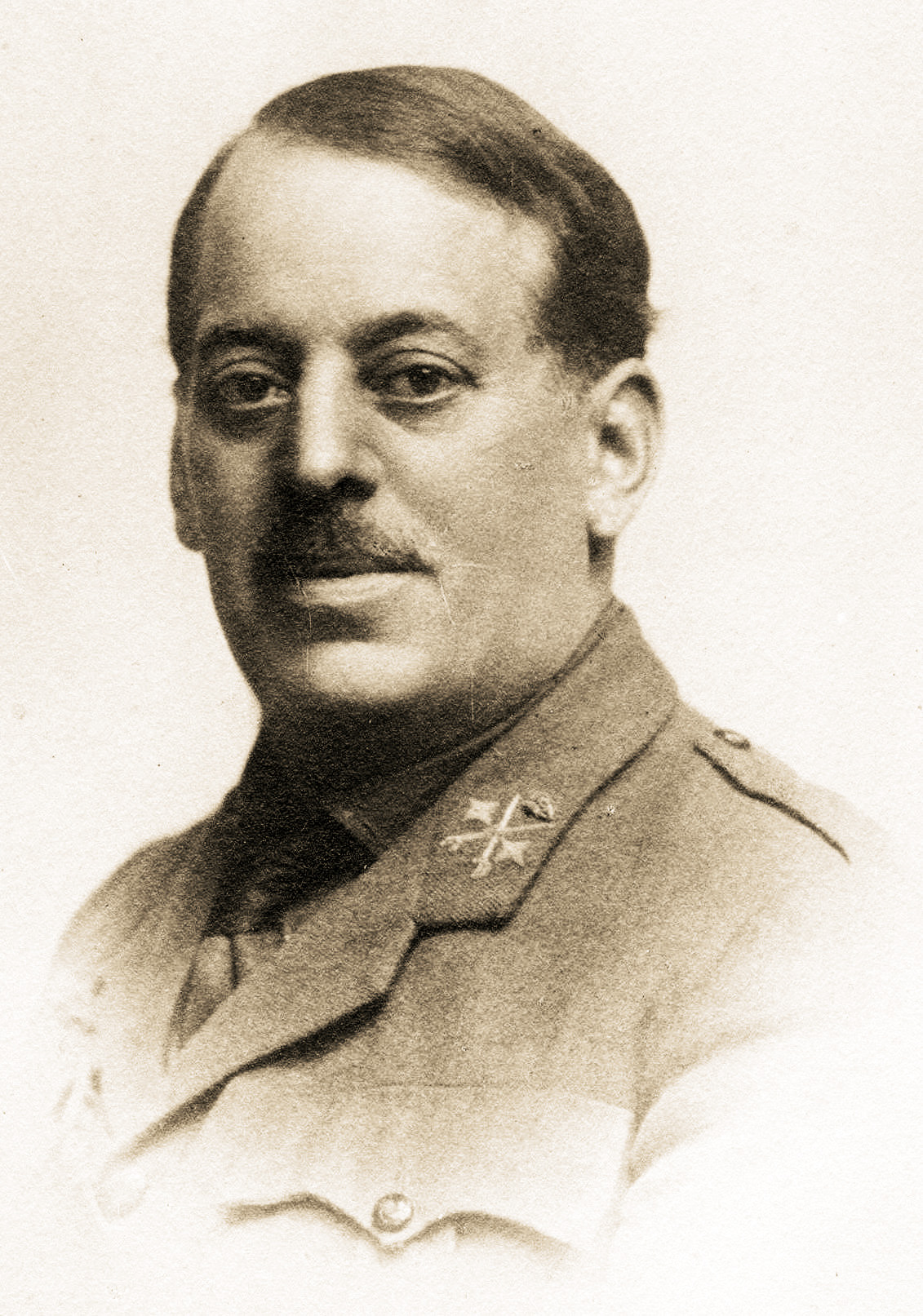
Le général Sanjurjo.

La victoire du Front populaire accéléra les activités des conspirateurs, et parmi eux des carlistes, qui redoutaient une révolution communiste en Espagne. Un État major carliste fut constitué sous la direction du général  Muslera, le délégué national du Requeté José Luis Zamanillo s’occupant pour sa part des milices. Fal Conde et François-Xavier de Bourbon, représentant du prétendant Alphonse-Charles, organisèrent les requetés, qui en mai se réunirent à Lisbonne avec le général Sanjurjo, à qui ils proposèrent la direction militaire du soulèvement carliste dans le nord. Sanjurjo décida que, dans le cas où le putsch échouerait, il resterait à la tête des requetés en Navarre, mais il jugeait nécessaire la participation de l’Armée et donc d’un accord avec le général Mola. Des divergences apparurent lors des conversations avec ce dernier, mais l’assassinat de Calvo Sotelo le 13 juillet favorisa finalement l’accord.
Ainsi, après de longues négociations les traditionalistes rejoignirent le soulèvement que préparaient certains secteurs de l'Armée et qui déboucherait sur la guerre civile, avec la participation significative d’unités de volontaires carlistes regroupés dans les régiments de requetés. Ces derniers s’unirent ainsi à la tentative de coup d’État du 18 juillet 1936 aux côtés des milices de la Phalange espagnole des JONS (es) et participèrent à la guerre civile dans le camp rebelle avec plus de 60 000 combattants volontaires répartis dans 67 régiments,.

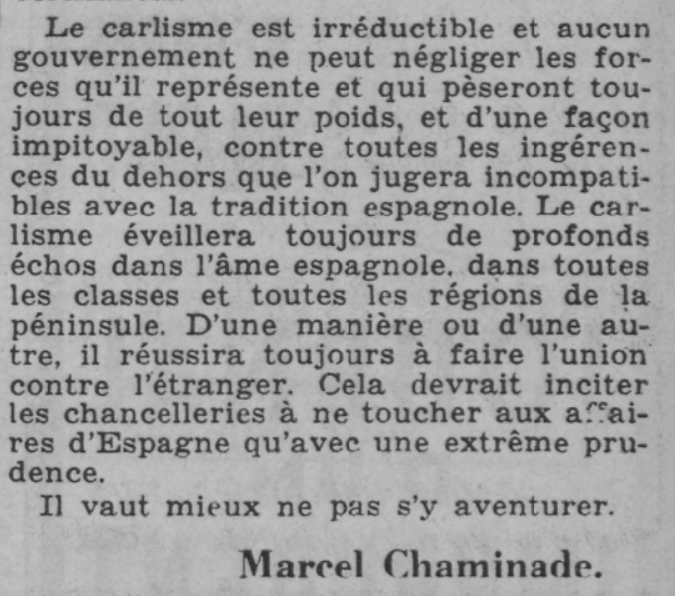
Extrait d’un article du journaliste français Marcel Chaminade dans la revue Marianne le 5 août 1936, où il présente la guerre civile espagnole comme une insurrection carliste et le carlisme comme un mouvement irréductible, et déconseille à ses compatriotes d’intervenir dans le conflit.

Sous le commandement du général Mola, ils formèrent une colonne qui tenta de prendre Madrid et dont l’avancée fut stoppée au niveau du col de Navacerrada. Toutefois, dès le début de la guerre les carlistes, et en particulier leur meneur Fal Conde, eurent d’importances divergences avec la direction du soulèvement. À la mort du prétendant Alphonse-Charles le 29 septembre, François-Xavier de Bourbon-Parme assuma la régence, comme l’avait disposé le prétendant. La Communion traditionaliste disparut formellement en 1937 en conséquence du Décret d'unification qui entraîna sa fusion avec la Phalange dans le parti unique du Movimiento Nacional, Falange Española Tradicionalista y de las Juntas de Ofensiva Nacional Sindicalista (FET y de las JONS).
Fal Conde dut s’exiler au Portugal après avoir tenté de fonder une Real Academia Militar carlista (« Académie royale militaire carliste ») dans laquelle former politiquement et militairement les officiers du Requeté. Depuis son exil il s’opposa au décret d’unification sans résultats : « Franco en personne invita Fal Conde, le chef carliste exilé à Lisbonne, à faire partie du Conseil national de FET, en novembre 1937. Fal Conde n’accepta pas et l’offre fut retirée définitivement le 6 mars 1938. Le comte de Rodezno, qui était le plus important des carlistes après Fal Conde, fut nommé, malgré tout, ministre de la Justice […] ».

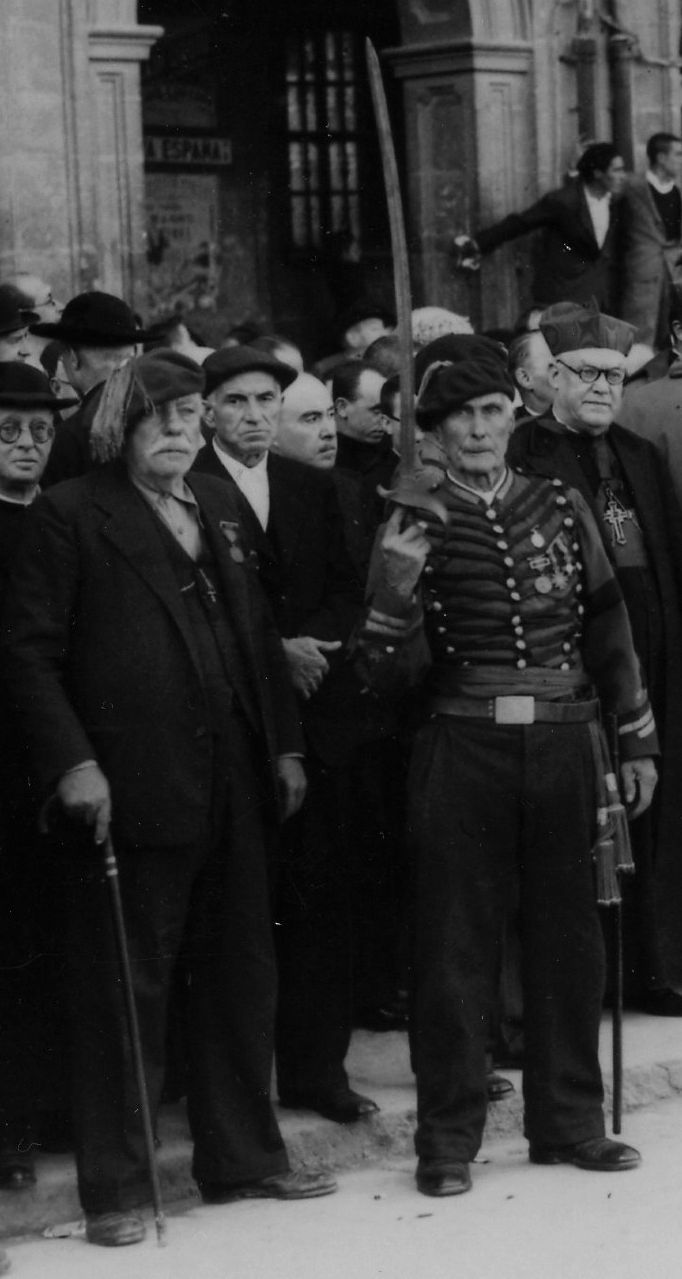
Francisco Echeverría, vétéran de la troisième guerre carliste, dans un défilé du bando nacional.

Le carlisme resta divisé entre un groupe plus intransigeant mené par Fal Conde et soutenu par le régent François-Xavier, et un autre plus identifié avec les militaires nationalistes et phalangistes sous la conduite de Rodezno. L’unification avec la Phalange, imposée par Franco en avril 1937 contre l’avis de Fal Conde et du régent, fut majoritairement acceptée par les carlistes combattant au front, particulièrement le carlisme navarrais et une partie du carlisme basque, qui soutenaient Rodezno. Le régent exclut de la Communion traditionaliste ceux qui acceptèrent un poste dans le nouveau parti unique. Après un entretien avec Franco, il fut expulsé d’Espagne et s’installa en France.
Le décret d’unification mit fin au carlisme en tant que parti légal mais pas en tant que force politique. Bien qu’il perdît ses biens immobiliers et ses organes de presse, il maintint une certaine influence dans le gouvernement franquiste, à travers le ministère de la Justice, dont le titulaire était le comte de Rodezno, tandis que les carlistes manifestaient leur rejet de l'idéologie parafasciste prédominante dans la FET y de las JONS. Lors de l’occupation de la France par l'Allemagne, les nazis arrêtèrent le régent carliste et le déportèrent au camp de concentration de Natzweiler puis, avec l’avancée des alliés, à celui de Dachau jusqu’à sa libération.[réf. nécessaire]

## Franquisme

### Après-guerre

Blason établi par le prétendant Xavier Ier comme symbole de la cause carliste et de la famille royale incorporant le Cœur immaculé de Marie dans un écusson.

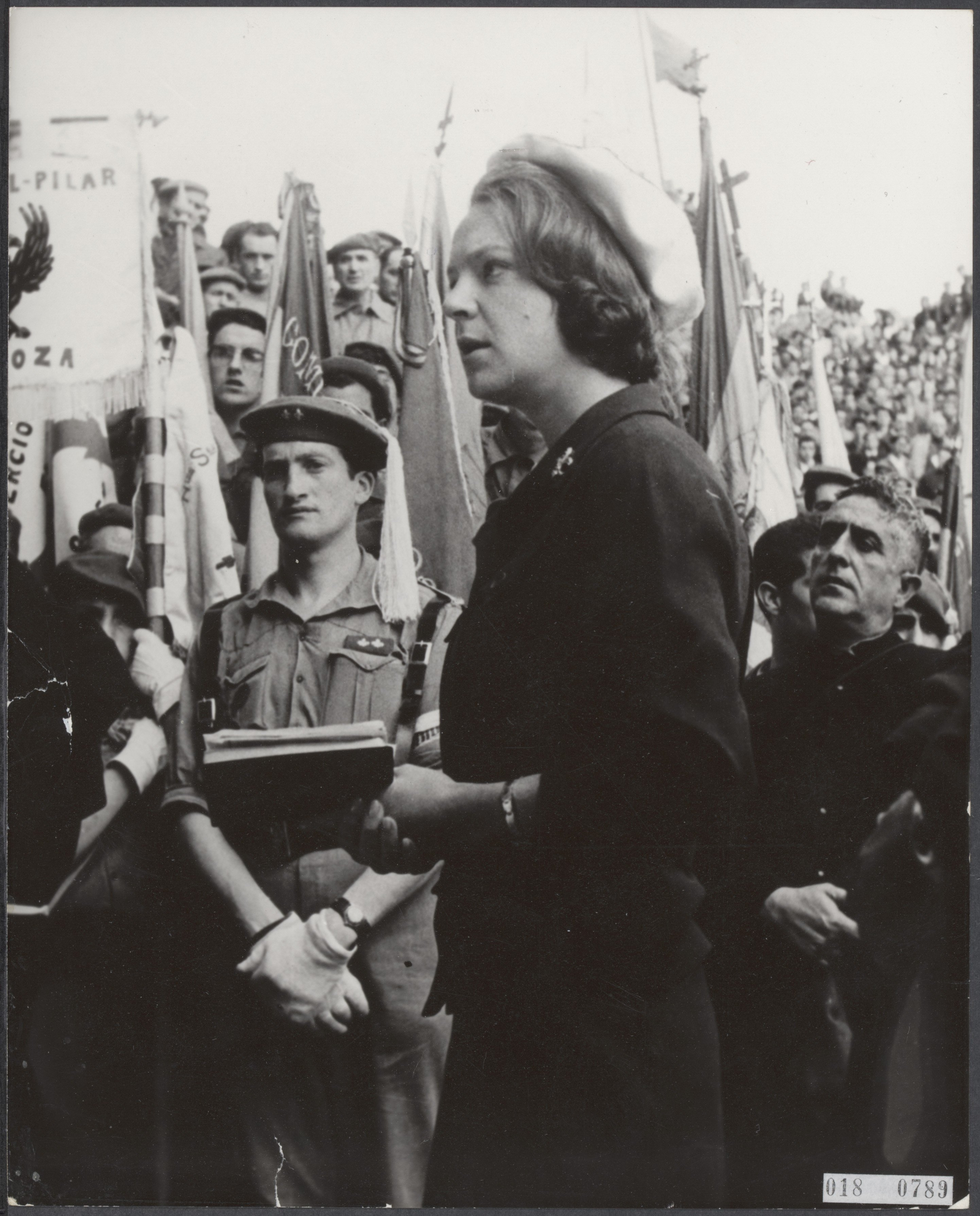
Présidence du par la princesse Irène des Pays-Bas en 1965.

Durant le franquisme, le carlisme, officiellement intégré dans la Movimiento Nacional, se trouva relégué par rapport à la Phalange et fit l’objet de persécutions, avec des détentions, fermetures de cercles de sympathisants et confiscations de publications et de rotatives, tandis que le mouvement connaissait simultanément une crise dynastique interne, entre les partisans de François-Xavier de Bourbon-Parme, ceux de Charles-Pie de Habsbourg-Toscane — les « carloctavistes » — ou de Jean de Bourbon. Après son retour en Espagne, Fal Conde interdit aux carlistes de s’enrôler dans la División Azul, raison pour laquelle les autorités le confinent à Ferreries (Majorque) pendant plusieurs mois.
Au vu de l’avancée des alliés dans la Seconde Guerre mondiale, en 1943 diverses personnalités de la Communion traditionaliste envoyèrent une lettre au général Franco afin de lui demander d’abandonner la voie totalitaire, de revenir à l'« esprit initial du soulèvement » et de restaurer la monarchie espagnole traditionnelle pour éviter que l’Espagne retombe dans ce qu’ils définissaient comme « la fausse légalité démocratique du suffrage inorganique ». La lettre portait la signature de Fal Conde, Manuel Senante, el conde de Rodezno, José María Araúz de Robles, José María Lamamié de Clairac, José Luis Zamanillo, Antonio Iturmendi, José María Valiente, Agustín González de Amezúa (es), Juan Sáenz-Díez, Rafael Olazábal, Joaquín Baleztena, Mauricio de Sivatte, Calixto González Quevedo, Jesús Elizalde et José Martínez Berasain (es).
Toujours en 1943, le groupe héritier du cruzadisme (les carloctavistes), menés par Jesús de Cora bénéficiant d’un certain soutien à l’intérieur du régime franquiste, reconnut l’archiduc Charles-Pie de Habsbourg-Toscane — petit-fils de Charles VII par voie féminine — comme roi sous le nom de Charles VIII. L’organisation connue sous le nom de Communion carliste, dirigée par Jesús de Cora et le prétendant, fut soutenue par le régime afin de créer des dissidences au sein des monarchistes. Après la mort de l’archiduc en 1953, ses partisans tentèrent en vain de ranimer le mouvement en revendiquant le trône pour ses frères. En 1986, ce qui restait de la Communion carliste s’intégra dans la Communion traditionaliste carliste (es).
Durant l’après-guerre, le secteur de la Communion traditionaliste loyal à Fal Conde et opposé à l’unification eut une existence marginale  et manqua de leadership effectif. François-Xavier de Bourbon-Parme revint à plusieurs reprises en Espagne et fut dans tous les cas expulsé par les autorités franquistes à cause de son activité politique. Finalement, en 1952, François-Xavier assuma formellement la succession d’Alphonse-Charles, répondant aux pressions des dirigeants du carlisme pour mettre fin à la régence, et se proclama roi sous le nom de Javier I. À partir du 11 août 1955, avec la démission de Fal Conde de son poste de délégué en chef de la Communion carliste et la prise en charge de la direction du carlisme par Javier I, un comité présidé par José María Valiente fut nommé, qui mit en œuvre une politique de collaboration avec le régime.
Le manque de leadership et la ligne hésitante du prétendant François-Xavier fut à l’origine de nouvelles divisions au sein du carlisme :
- Le 20 décembre 1957, une cinquantaine de dirigeants carlistes, dirigés par Luis Arellano et José María Araúz de Robles, se rendirent à Estoril au Portugal pour rencontrer Juan de Bourbon et le reconnaître comme roi. Auparavant, en 1946, le comte de Rodezno s’était déjà rapproché de ce dernier, rencontre dont les Bases institucionales para la restauracion de la monarquia (« Bases institutionnelles pour la restauration de la monarchie ») ou Bases de Estoril furent le fruit[158]. À partir de 1958, les factions javieristas et juanistas s’affrontèrent à Montejurra[pas clair][154].
- En 1958 Mauricio de Sivatte, exclu de la Communion traditionaliste en 1950, établit un groupe anti-franquiste et traditionaliste sous le nom de Regencia Nacional y Carlista de Estella (es) (« Régence nationale et carliste d’Estella », RENACE). Sivatte parvint à attirer initialement une grande partie des carlistes catalans, mais presque tous l’abandonnèrent en 1964 pour réintégrer le courant carliste dirigé par Javier I et son fils Charles-Hugues. En 1986 il rejoignit le nouveau parti Communion traditionaliste carliste (es).
- En 1961, Ramón Forcadell Prats fonda à Ulldecona (Tarragone) la Hermandad Nacional Monárquica del Maestrazgo (« Confrérie nationale monarchiste », regroupant d’anciens combattants requetés et des intellectuels comme José María Domingo-Arnau). Il collabora avec le régime franquisme tout en faisant la promotion de la cause monarchique en Espagne. Selon Ramón M. Rodón, il s’éloigna de Don Javier puis reconnut en 1969 la désignation de Juan Carlos de Bourbon comme successeur de Franco et futur roi d’Espagne[159]. Selon Josep Carles Clemente, la Hermandad défendit la candidature au trône d’Alfonso de Borbón y Dampierre[160].

La loi des principes fondamentaux du Mouvement national de 1958 suscita de nouveaux espoirs au sein du carlisme. Celle-ci s’inspirait en effet dans une bonne mesure de la doctrine traditionaliste, en définissant pour la première fois le Movimiento Nacional comme « Comunión », proclamant « l’obéissance de la Nation espagnole à la Loi de Dieu édictée par l'Église » et la « Monarchie traditionnelle, catholique, sociale et représentative », dans ses principes 2 et 7 respectivement. Le régime autorisa également la constitution d’associations carlistes dans toute l'Espagne (les cercles Vázquez de Mella et la Hermandad de Antiguos Combatientes de Tercios de Requetés, « Confrérie d’anciens combattants des régiments de Requetés ») et la célébration de concentrations annuelles à Montejurra (es) massives, qui furent promues par la presse du régime et le NO-DO, et avec l’assistance de la famille Bourbon-Parme. Durant cette époque, le prince Charles Hugues de Bourbon-Parme aspira à être désigné roi d’Espagne conformément à ce qu’établissait la Loi de succession du chef de l'État de 1947.
Parmi les penseurs carlistes notables de cette période, on peut citer Francisco Elías de Tejada, Rafael Gambra et Álvaro d'Ors.

### Le carlisme face au Concile Vatican II
Face au projet de loi de liberté de culte du ministre des Affaires étrangères Fernando María Castiella annoncé en 1962 et aux nouvelles tendances modernistes au sein de l'Église, promouvant le principe de liberté religieuse à l’ouverture du Concile Vatican II, en mai 1963 le chef délégué de la Communion traditionaliste José María Valiente et les chefs régionaux rédigèrent un manifeste en défense de l’Unité catholique de l'Espagne au nom du roi Javier.
Manuel Fal Conde, prédécesseur de Valiente, essaya également d’éviter la reconnaissance de la liberté religieuse par le Concile, étant donné que l’Unité catholique de l'Espagne constituait l’une des principales revendications historiques du carlisme. En tant que président de la maison d’édition Editorial Católica Española, il convoqua un concours pour récompenser un livre sur l’unité catholique comme fondement politico-social de l'Espagne, remporté en 1965 par Rafael Gambra,.
Le 7 décembre 1965, la promulgation finale de la déclaration Dignitatis Humanae de la part de l'Église supposa un revers pour la direction de la Communion traditionaliste, qui se vit privée d’une partie de son soutien idéologique dans la doctrine catholique. De nombreux carlistes continuèrent de revendiquer l’unité catholique et plusieurs procuradores traditionalistes au Cortes franquistes comme le baron de Cárcer, José Luis Zamanillo, José María Codón, Miguel Fagoaga, Lucas María de Oriol, Agustín de Asís Garrote ou Agustín de Bárcena s’opposèrent à l'approbation de la loi sur la liberté religieuse de 1967.

### «Carlisme socialiste autogestionnaire» et division idéologique du mouvement

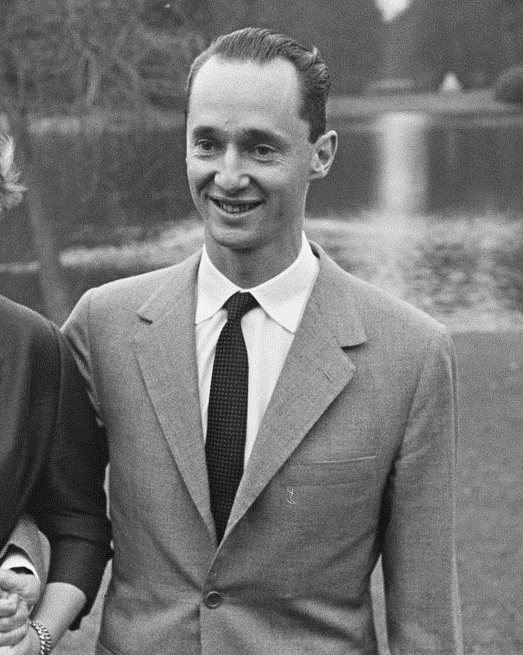
Charles-Hugues de Bourbon-Parme en 1964.

Après 1965 commença une étape de profonds changements idéologiques d’une partie du carlisme, sous l’impulsion de certains secteurs des organisations universitaire Agrupación Escolar Tradicionalista (es) (« Regroupement scolaire traditionaliste ») et ouvrière Movimiento Obrero Tradicionalista (« Mouvement ouvrier traditionaliste ») influencés par les nouvelles postures de l'Église après Vatican II, qui amorcèrent un virage à gauche illustré par la nomination de José María de Zavala comme secrétaire général du carlisme javierista en 1966. Cette même année, le procurador aux Cortès José Ángel Zubiaur exigeait l’annulation du décret de dérogation du Concert économique de la Biscaye et du Guipuscoa (es) durant les célébrations de Montejurra (es) et un secteur de la jeunesse carliste du Pays basque et de Navarre se rapprochait des positions du nationalisme basque. Dans ce processus, l’activité du secrétariat du prince Charles-Hugues eut un rôle déterminant, en promouvant le changment idéologique dans un sens progressiste, suscitant la grande perplexité de nombreux carlistes vétérans, qui envoyèrent de nombreuses lettres à Don Javier pour que la Communion traditionaliste maintienne ses principes. Toutefois, les secrétaires de Charles-Hugues, qui avaient créé le mythe de ce dernier comme prince socialiste en accord avec Ricardo de la Cierva, affirmèrent abandonner le carlisme en 1967 lorsque, selon La Cierva, le prince « revint à l’intégrisme ».
Toutefois, en réaction à la désignation de Juan Carlos de Bourbon comme successeur de Franco et à l’expulsion en 1968 de Charles-Hugues et de Javier, le secteur progressiste de la Communion traditionaliste, mené par Charles-Hugues, accéléra son virage idéologique vers le « socialisme autogestionnaire »,. Le parti faisait face à de profondes divisions entre traditionalistes et partisans du changement, ces derniers obtenant l’expulsion de José María Valiente. En 1971, le comité de gouvernement carlohuguista reconnut ouvertement son opposition au régime franquiste et, au Congrès du peuple carliste le nom de la Communion traditionaliste fut changé pour celui de Parti carliste, abandonnant le qualificatif de « traditionaliste » qui définissait les carlistes depuis un siècle. Il y eut même des tentatives de lutte armée à l’intérieur du nouveau carlisme de gauche, protagonisé par les groupes d'action carlistes, groupuscule démantelé par la police en 1972 qui collabora avec l’ETA et commit un attentat contre le journal traditionaliste El Pensamiento Navarro (es). Au congrès fédéral de 1972, le Parti carliste se définit comme un parti de masse, de classe, démocrate, socialiste et monarchiste fédéral. Le nouveau Parti carliste s’incorpora à la Junta Democrática de España puis, après l’avoir abandonnée, à la Plataforma de Convergencia Democrática (es).
Peu après avoir été victime d’un accident de voiture, le prétendant Don Javier donna les pleins pouvoirs à son fils Charles-Hugues de Bourbon-Parme pour diriger le parti et abdiqua en sa faveur le 20 avril 1975. Au cours de ces années, le secrétaire fédéral d’organisation du Parti carliste fut le journaliste Carlos Carnicero.

## Transition démocratique

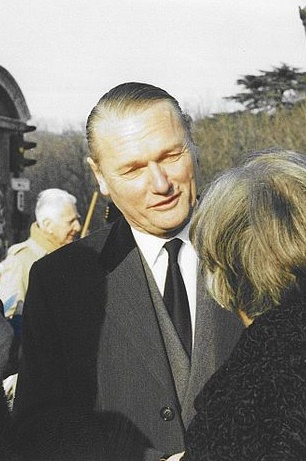
Sixte-Henri de Bourbon-Parme en 1999.

Le changement idéologique de Charles-Hugues fut l’un des facteurs qui contribua à la diminution progressive de la base populaire du carlisme qui s’en trouva déconcerté. Les carlistes les plus âgés et les anciens combattants des Requetés, avec les jeunes traditionalistes, cessèrent de participer au regroupement annuel de Montejurra — Chemin de croix institué en la mémoire des requetés morts durant la guerre civile —, dont le nombre de participants diminua drastiquement, passant de presque 100 000 dans les années 1960 à environ 5 000 au début des années 1970.
Les partisans de Charles-Hugues se livrèrent à une réinterprétation historique révisionniste du carlisme, principalement défendue par le journaliste Josep Carles Clemente, à laquelle collaborèrent également d’autres militants du parti comme Evaristo Olcina, Fernando García Villarrubia et Marie-Thérèse de Bourbon-Parme. Selon cette interprétation, le carlisme aurait toujours été « un mouvement éminemment populaire et anticapitaliste contraire à l’État libéral oligarchique et centraliste ».
Un secteur du carlisme mené par Raimundo de Miguel, Juan Sáenz-Díez et José Arturo Márquez de Prado ne reconnut pas Charles-Hugues comme prétendant légitime car il n’acceptait pas la doctrine traditionaliste. En avril 1975, un groupe de personnalités carlistes envoya une lettre à Don Javier manifestant leur divergence avec la déviation de la part de Charles-Hugues de la pensée carliste traditionnelle, condensée dans la vieille devise « Dieu, Patrie, Fors, Roi », et la nouvelle ligne du « dénommé Parti carliste ». Devant le silence du prétendant, ils lui envoyèrent une deuxième lettre rédigée par Raimundo de Miguel qui accusait le parti d’être « aconfessionnel, démocratique, libéral et socialiste », et d’avoir non seulement fait tabula rasa de la pensée et de l'histoire du carlisme, mais aussi d’avoir voulu la réinterpréter avec les points de vue de « ses ennemis séculaires ». Il s’agissait d'une tentative désespérée de remédier à une situation qui avait connu la désertion des masses carlistes et menaçait de faire disparaître le mouvement. Toutefois, Don Javier abdiqua en faveur de Charles-Hugues en avril 1975.
Le 11 juin 1975, le Parti carliste de Charles-Hugues, en collaboration avec d'autres forces antifranquistes comme le Parti socialiste ouvrier espagnol et le Conseil consultatif du gouvernement basque en exil, participa à la fondation de Plataforma de Convergencia Democrática (es).
Charles-Hugues ne souhaita pas répondre aux exigences que lui avait exposées le même secteur traditionaliste qui avait protesté auprès de son père, si bien qu’en juillet ce secteur déclara ne plus le reconnaître dans sa dernière lettre au prince. Toujours en juillet 1975, ce secteur déclara la fondation d’un parti nommé Communion traditionaliste (es), comme la formation historique, qui connut un certain succès à Séville, Valence et quelques autres zones. En septembre, Sixte-Henri de Bourbon-Parme lui-même accusa son frère d'avoir abandonné les principes carlistes, refusant de le reconnaître comme roi des carlistes et se déclara porte-drapeau de la Communion traditionaliste par « loyauté envers le peuple carliste », sans assumer de droits dynastiques qui ne lui correspondraient pas.
Cependant, la Communion traditionaliste de Sixte-Henri ne parvint pas à attirer les secteurs traditionalistes qui s’étaient scindés du carlisme auparavant, comme la RENACE (es) que menait Sivatte, au passé antifranquiste, qui ne reconnaissait aucun prétendant, ou ceux connus pour leur collaboration avec le franquisme et qui avaient reconnu Juan Carlos comme futur roi, l'Unión Nacional Española (es) et le Partido Social Regionalista (Unión Institucional) (es).
Après la mort du général Franco, les carlistes traditionnels collaborèrent avec le parti d’extrême droite Fuerza Nueva et en arrivèrent à affronter les partisans de Charles-Hugues aux commémorations de Montejurra (es) de 1976, dans ce qui fut dénommé les « événements de Montejurra », et qui se solda par la mort par arme à feu de deux partisans de Charles-Hugues et plusieurs blessés. Le verdict de l'Audience nationale du 5 novembre 2003 reconnut les deux personnes assassinées « victimes du terrorisme » et la Médaille d’or de la Navarre fut décernée à l’une de leurs veuves. Les responsables de ces faits bénéficièrent de la loi d’amnistie de 1977 (es). En 1978, l’ETA assassina José María Arrizabalaga, chef de la Jeunesse de la Communion carliste en Biscaye, en représailles des événements de Montejurra et dans le but de neutraliser le carlisme traditionaliste au Pays basque et en Navarre.
D’autres carlistes furent assassinés ou grièvement blessés par l'ETA au cours de la Transition démocratiques
.

Emblème du Parti Carliste.

À l’arrivée de la transition, le Parti carliste avait environ 8500[réf. nécessaire] militants affiliés en 1977 et ne put se présenter sous son propre sigle aux élections générales tenues la même année, les premières depuis la fin du franquisme, car, comme d’autres formations, il ne fut pas légalisé à temps. Néanmoins il se présenta en Navarre au sein de la plateforme électorale Montejurra (Fueros-Autonomía-Socialismo-Autogestión) (« Montejurra (Fors-Autonomie-Socialisme-Autogestion) ») et n’obtint aucun député, avec seulement 8 451 votes (3.57 % des votes exprimés dans la région), en dépit de l’intense campagne électorale menée,. Pour sa part, Alianza Foral Navarra (es) (« Alliance forale navarraise »), regroupant des carlistes traditionalistes, recueillit 21 900 votes (8.47 %) et n'obtint pas non plus de représentation ; il finit par s’intégrer dans Alianza Popular et Unión del Pueblo Navarro.
Le Parti carliste demanda de voter en faveur de l’acceptation de la Constitution au référendum de 1978. Aux élections générales de 1979, Charles-Hugues lui-même dirigea la candidature du Parti carliste en Navarre où il obtint 19 522 votes (7.7 %), mais toujours aucun siège. Après un entretien avec le roi Juan Carlos en 1979, Charles-Hugues annonça qu’il renonçait à ses prétentions sur le trône d'Espagne. En novembre de la même année il renonça à la présidence du parti, quitta l’organisation en avril 1980, puis abandonna la politique active.
La Communion traditionaliste reconstituée (es) fut légalisée en 1977 et demanda le vote contre au référendum sur l’approbation de la Constitution de 1978 aux côtés d’autres forces d’extrême droite qui qualifièrent le texte constitutionnel de dangereux pour « l’unité nationale, la religion et la morale, l’intégrité de la famille, l’éducation chrétienne, l’harmonie des entreprises, la sécurité du travail et du salaire et le niveau de vie du peuple espagnol ». La Communion traditionaliste se présenta aux élections générales de 1979 avec Fuerza Nueva dans la coalition Union nationale (es) et obtint un siège au Congrès, occupé par Blas Piñar.

## Depuis la Transition

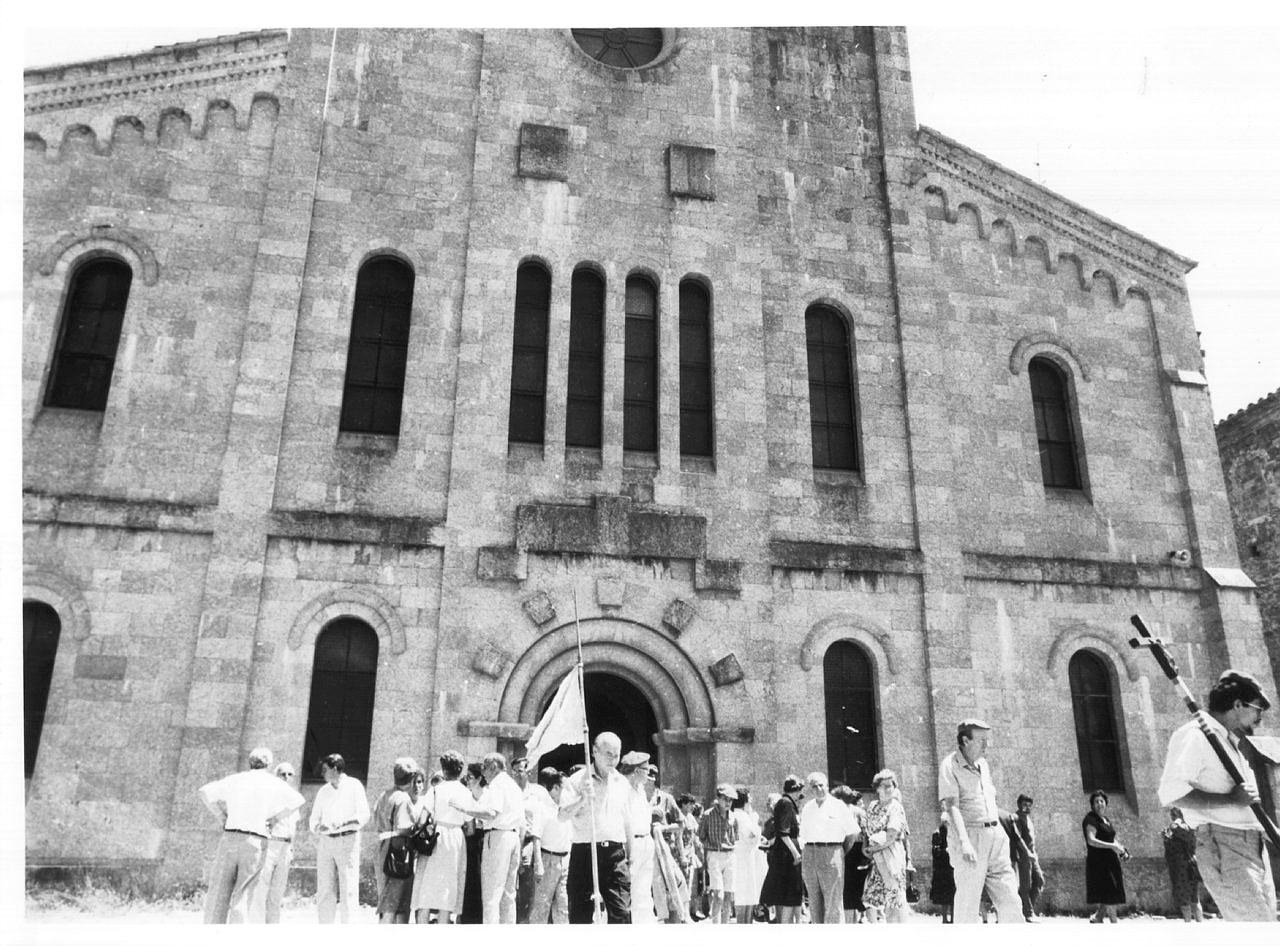
Carlistes traditionalistes du sanctuaire de Santa Maria del Collell, à Sant Miquel de Campmajor (province de Gérone), 1986.

Après la transition démocratique, le carlisme se trouva sans possibilités réelles d'influencer le gouvernement ou d’établir à court ou moyen terme une monarchie conforme à ses principes, passant du statut de mouvement de masse à celui de mouvement très minoritaire ne conservant que les militants les plus loyaux.
Le « carlisme de gauche » se perpétua dans le Parti carliste, dont la fédération en Navarre et au Pays basque est le Parti carliste d'Euskal Herria (es) (« Partido Carlista de Euskalherria / Euskal-Herriko Karlista Alderdia », EKA), fondé en 1971 et légalisé en 2000, dont le slogan est « Liberté, socialisme, fédéralisme et autogestion ». Il fut fondé dans les années 1970 sous le nom de Parti carliste d'Euskadi (« Parti Carlista de Euskadi »), sous l'influence de la terminologie araniste. Il célèbre encore chaque année les commémorations de Montejurra le premier dimanche de mai, avec la participation de quelques dizaines de personnes.[réf. nécessaire]. Il se présenta aux élections municipales de 2003 à Bilbao, Tolosa, Oria, Olite, Tudela et  Andosilla, et n’obtint qu’un seul conseiller municipal dans cette dernière petite ville de Navarre. Aux municipales de 2007 il se présenta à Bilbao, Andosilla et Tudela, sans parvenir à dépasser 1 % ni obtenir aucun conseiller. Aux municipales de 2011, il ne présenta de candidatures qu'à Bilbao et Pampelune, et recueillit dans chacune de ces villes moins de 0.1 % des votes exprimés. Au  municipales de 2015, il ne présenta aucune candidature
Au « Congrès de l'Unité carliste » célébré en 1986 à San Lorenzo de El Escorial, plusieurs groupes traditionalistes se regroupèrent, notamment la Communion traditionaliste reconstituée (es) qui se refonda en Communion traditionaliste carliste (es) (CTC), se proclamant héritière et continuatrice de l'histoire, de la doctrine et de la pensée monarchique et politique du carlisme. Cette formation, ne reconnaissant aucun prétendant, participa aux  élections au Parlement européen de 1994, recueillit dans toute l'Espagne 5 226 votes (0.03 %). En 2004, elle obtint 25 000 votes dans toute l'Espagne pour ses candidatures au Sénat. Elle se présenta à nouveau à la Chambre haute aux élections générales de 2008, réunissant 45 000 votes, dont 25 470 (0.48 %) dans la circonscription de Barcelone.
Certains éléments de la Communion traditionaliste reconstituée s’en détachèrent. En janvier 2001, Sixte-Henri de Bourbon-Parme publia un manifeste appelant au regroupement des carlistes, auquel certains de ses suiveurs répondirent par un certain regain d’activité et une réactivation de l’ancienne Communion traditionaliste (CT), à la marge de la Communion traditionaliste carliste (CTC), autour du secrétaire politique Rafael Gambra Ciudad puis, après la mort de ce dernier, de Miguel Ayuso Torres. En 2010, José Miguel Gambra — fils de Rafael — assuma le poste de chef délégué.[réf. nécessaire]
Sixte de Bourbon et le fils de Charles-Hugues, Charles de Bourbon-Parme (Carlos Javier), sont les prétendants carlistes au trône d’Espagne[réf. nécessaire].

## Liste chronologique des prétendants carlistes

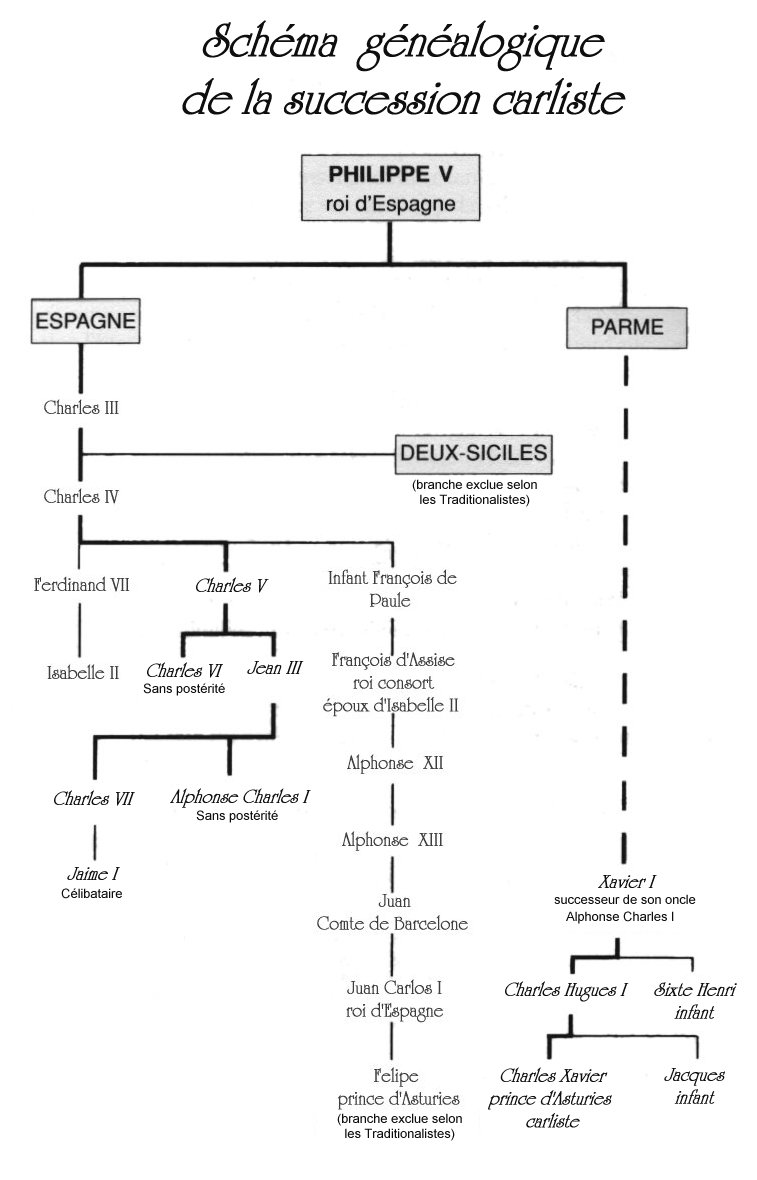
Document de propagande carliste de la branche parmesane (« xaviériste »).

### Prétendants historiques
| Rang | Portrait | Nom | Règne       | Dynastie | Notes |
| ---- | -------- | --- | ----------- | -------- | --- |
| 1    |          | « Charles V » (28 mars 1788, Madrid – 10 mars 1855, Trieste) mort à 66 ans                                                      | 1833 – 1845 | Bourbon  | Fils cadet de Charles IV d’Espagne. « Abdique » en 1845 et prend le titre de « comte de Molina ». |
| 2    |          | « Charles VI » « comte de Montemolín » (31 janvier 1818, Madrid – 13 janvier 1861, Trieste) mort à 42 ans                       | 1845 – 1861 | Bourbon  | Fils aîné du précédent. Fait prisonnier par les troupes d'Isabelle II, il « abdique » le 23 avril 1860, puis reprend ses droits le 15 juin après avoir été libéré. |
| 3    |          | « Jean III » « comte de Montizón » (15 mai 1822, Aranjuez – 19 novembre 1887, Hove) mort à 65 ans                               | 1861 – 1868 | Bourbon  | Frère du précédent. Se proclame prétendant le 2 juin 1860, après l'« abdication » de son frère aîné « Charles VI », et maintient ses prétentions après la libération de celui-ci. Seul prétendant après la mort de « Charles VI » six mois plus tard. « Abdique » en 1868. |
| 4    |          | « Charles VII » « duc de Madrid » (30 mars 1848, Laibach – 18 juillet 1909, Varèse) mort à 61 ans                               | 1868 – 1909 | Bourbon  | Fils aîné du précédent. |
| 5    |          | « Jacques III » « duc d'Anjou et de Madrid » (27 juin 1870, La Tour-de-Peilz – 2 octobre 1931, Paris) mort à 61 ans             | 1909 – 1931 | Bourbon  | Fils du précédent. |
| 6    |          | « Alphonse-Charles Ier » « duc d'Anjou et de San Jaime » (12 septembre 1849, Londres – 29 septembre 1936, Vienne) mort à 87 ans | 1931 – 1936 | Bourbon  | Oncle du précédent. |

### Prétendants de la branche parmesane
Les prétendants qui suivent sont soutenus par les carlistes « xaviéristes » — du Parti carliste et de la Communion traditionaliste carliste jusqu'en 1975.
- 1936 – 1952 : Xavier de Bourbon Parme (désigné comme « régent » du mouvement en janvier 1936 ; neveu de la « duchesse de San Jaime », Xavier est aussi un demi-frère du « duc de Parme (it) », et un cousin éloigné — au 11e degré en ligne masculine — du « duc de San Jaime », le dernier prétendant historique)
- 1952 – 1975 : « Xavier Ier » (le même ; « abdique » en 1975)

Après cette date, la branche parmesane se scinde en deux. D'abord la branche aînée, qui soutient le socialisme autogestionnaire :
- 1975 – 2010 : « Charles-Hugues Ier » (fils aîné du précédent)
- Depuis 2010 : « Charles-Xavier Ier » (fils aîné du précédent)

Ensuite la branche cadette, favorable au traditionalisme :
- Depuis 1975 : Sixte-Henri de Bourbon-Parme (« régent » du mouvement) (oncle du précédent)

### Prétendants de la branche alphonsiste
En 1936, une partie des carlistes continue de suivre la loi salique, en se ralliant à l'ex-roi Alphonse XIII, nouvel aîné des Bourbons d'Espagne et de tous les Capétiens.
- 1936 – 1941 : Alphonse XIII (cousin au 6e degré en ligne masculine du dernier prétendant historique)

Après la mort d'Alphonse XIII, la majorité des carlistes unionistes — les « jeanistes » (ou « estorilos ») — se rallient à son fils cadet (que le roi déchu s'était choisi comme successeur désigné), puis au fils de ce dernier.
- 1941 – 1977 : « Jean IV » (3e fils du précédent)
- 1977 – 2014 : Juan Carlos Ier (fils du précédent)

- Depuis 2014 : Felipe VI (fils du précédent)

Après la mort d'Alphonse XIII, un tout petit nombre de carlistes soutient la nouvelle branche aînée des Bourbons d'Espagne, bien que seul le premier ait revendiqué le trône.
- 1941 – 1969 : « Jacques IV » (fils cadet d'Alphonse XIII), il accepte la désignation de Juan Carlos par Franco en 1969.

### Prétendants Habsbourg-Lorraine
Après 1936, une partie des carlistes — les « carloctavistes » —, toujours moins nombreuse après 1953, se rallie à la princesse Blanche de Bourbon (« infante » carliste, fille aînée de « Charles VII ») et à ses descendants, en dépit de la loi salique (qui était la pierre angulaire du carlisme) :
- 1936 / 1943 – 1953 : « Charles VIII » (5e fils de la précédente)
- 1953 – 1956 : « Léopold Ier » (frère aîné du précédent)
- 1953 / 1956 – 1961 : « Charles IX » (frère cadet du précédent)
- 1961 – 1975 : « François-Joseph Ier » (frère cadet du précédent)
- Depuis 1975 : « Dominique Ier » (2e fils de « Charles IX »)

## Historiographie
Avant les années 1960, on trouvait deux grandes tendances dans l’historiographie du carlisme, centrée sur les guerres carlistes. L’une, de tendance libérale, se basait sur l’œuvre d’Antonio Pirala (es) et se retrouve chez des auteurs comme Jaume Vicens Vives, Carlos Seco Serrano et Miguel Artola. L’autre était issue de militants traditionalistes comme Francisco de Paula Oller, Reynaldo Brea, le comte de Melgar, le comte de Rodezno, Jaime del Burgo, Melchor Ferrer ou Román Oyarzun. En 2001, José Varela Ortega, discipline de l’historien britannique Raymond Carr, indiquait que Historia del Tradicionalismo Español de Ferrer (en 30 volumes) et Historia del Carlismo d’Oyarzun étaient encore les meilleures histoires du carlisme. Dans sa thèse de doctorat consacrée à la pensée politique de la revue Verbo, Juan Luis Ferrari Cortés signale aussi la même œuvre de Ferrer comme « l’œuvre de référence, en dépit des nombreuses erreurs qui l’enlaidissent ». Ultérieurement et dans la même tendance, un travail important est l’œuvre en 29 volumes d’Alberto Ruiz de Galarreta (es) intitulée Apuntes y Documentos para la Historia del Tradicionalismo español 1939-1966 publiée entre 1979 et 1991 sous le pseudonyme de Manuel de Santa Cruz — en allusion à Manuel Santa-Cruz Loidi — et consacrée au traditionalisme durant le franquisme, visant à compléter l’œuvre de Ferrer, qui couvrait l’histoire du mouvement jusqu’en 1939,.
À partir de la fin des années 1960, apparut une nouvelle tendance historiographique liée au Parti carliste du prétendant Charles-Hugues, dont Josep Carles Clemente et Evarist Olcina furent les principaux représentants. Cette historiographie « néocarliste » — selon les mots de Jordi Canal — mit l’histoire au service du projet politique du parti, ligne que Clemente poursuivit ultérieurement. Selon Eduardo González Calleja, Clemente fut l'un des principaux représentants d’une réinterprétation partisane de l’histoire du carlisme — actuellement épuisée — qui chercha à le présenter comme une « alternative de révolution sociale » face à la vision traditionnelle des historiens, qui l’ont toujours considéré comme un mouvement contre-révolutionnaire. Pedro Carlos González Cuevas et Andrés de Blas Guerrero vont dans le même sens, affirmant que cette réinterprétation du carlisme soutenait la thèse que le mouvement aurait toujours été, par-delà les revendications monarchistes et religieuses, « un mouvement éminemment populaire et anticapitaliste contraire au système oligarchique et centraliste de l'État libéral ». En 2013, Miguel Izu accusa Clemente d’avoir diffusé pendant des décennies une fausse citation de Karl Marx, dans laquelle il aurait fait l'éloge du carlisme. À ce sujet et depuis une posture traditionaliste, Rodón Guinjoan affirma que les efforts de dissocier les concepts de carlisme et de traditionalisme depuis les années 1970 étaient « fruit d’une époque dans laquelle la démagogie et les tergiversations conceptuelles ont joui d’une tolérance excessive dans ce milieu historiographique ».
D’autres historiens non liés au mouvement ont analysé le phénomène au XIXe siècle depuis un angle d’analyse scientifique. Certains auteurs notables de ce courant sont  Jaume Torras, Julio Aróstegui et Martin Blinkhorn. Au cours des années 1990 apparut un autre courant historiographique articulé autour de la revue Aportes (es), dirigée par Alfonso Bullón de Mendoza, qui récupéra la ligne de Ferrer ou de del Burgo, mais depuis des bases scientifiques.
En Catalogne, l’étude du carlisme bénéficia des apports de Torras (ca), Fontana ou Pascual[Qui ?], mais suscita moins d’intérêt par la suite. Toutefois, à partir de la fin des années 1980, de nombreux articles, livres et dossiers dans des revues d’histoires ou des séminaires consacrés au carlisme parurent. Pere Anguera écrivit plusieurs travaux sur le carlisme catalan dans la première moitié du XIXe siècle. De nombreuses thèses doctorales couvrant tout le carlisme catalan du XIXe siècle ont également été réalisées. Jordi Canal est également l’auteur de plusieurs travaux sur le carlisme en Catalogne ou durant la Restauration.